# مرگ‌ها در ۲۰۱۵
این فهرست به افراد درگذشته در سال ۲۰۱۵ (میلادی) می‌پردازد.

## ژانویه
- ۱ ژانویه

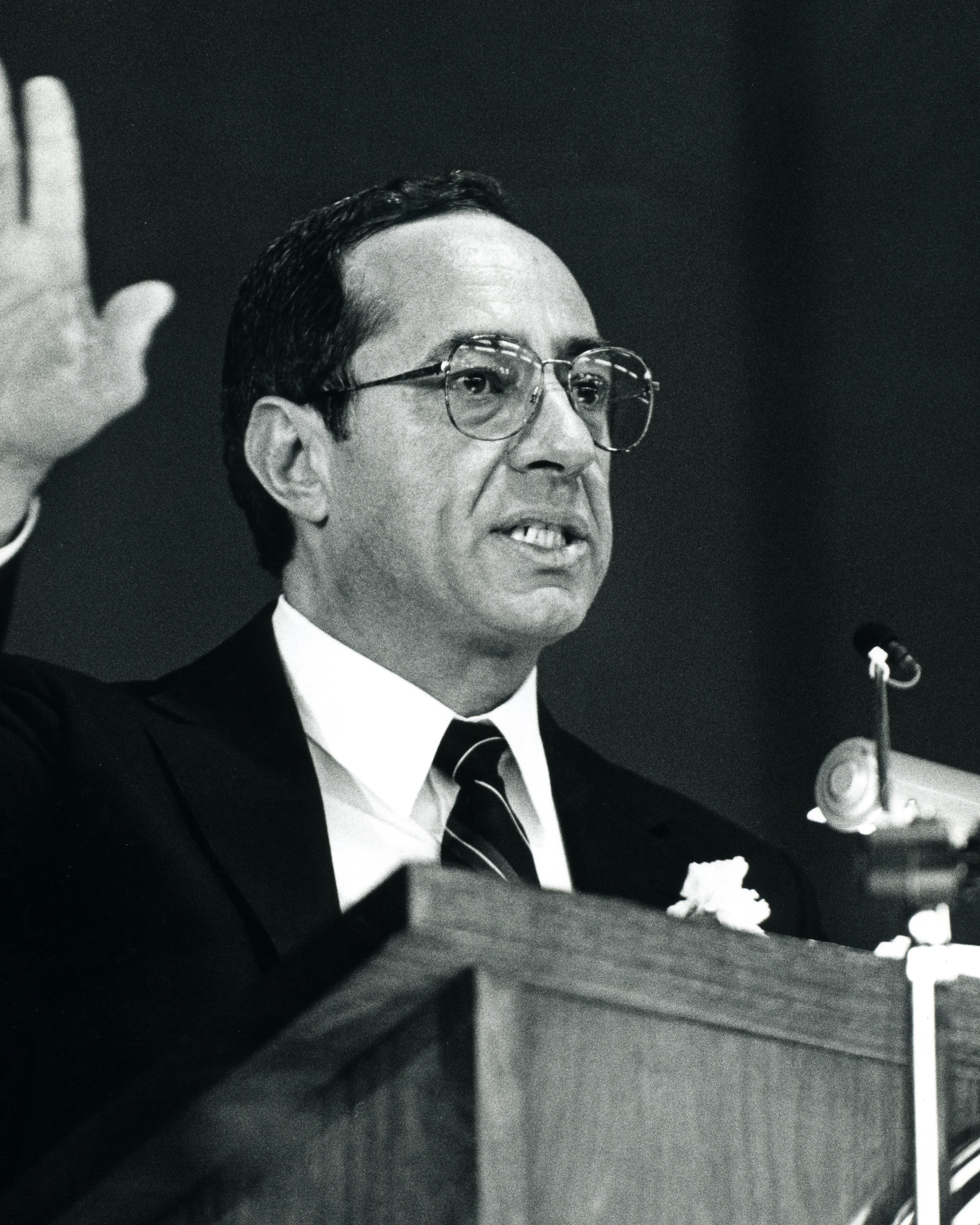
ماریو کومو

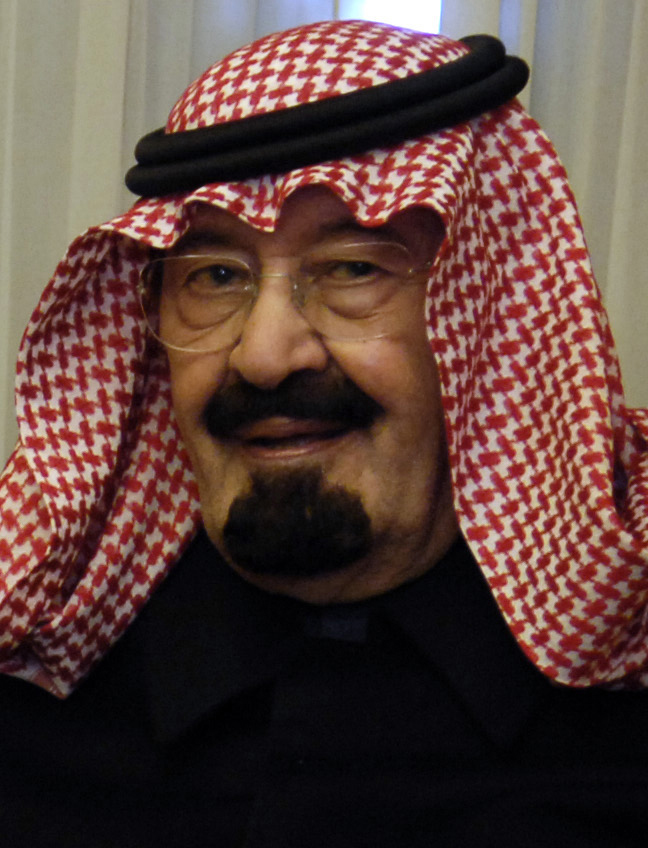
پادشاه عبدالله بن عبدالعزیز

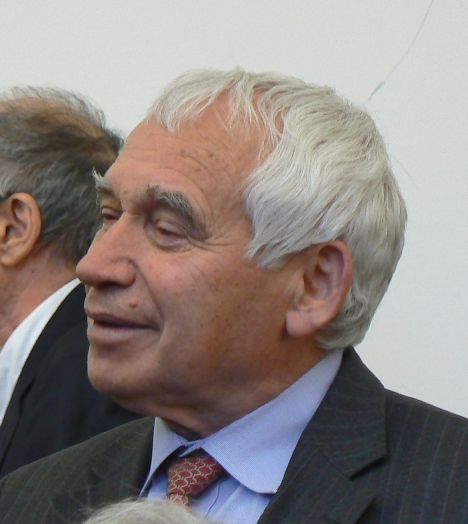
ژلیو ژلف

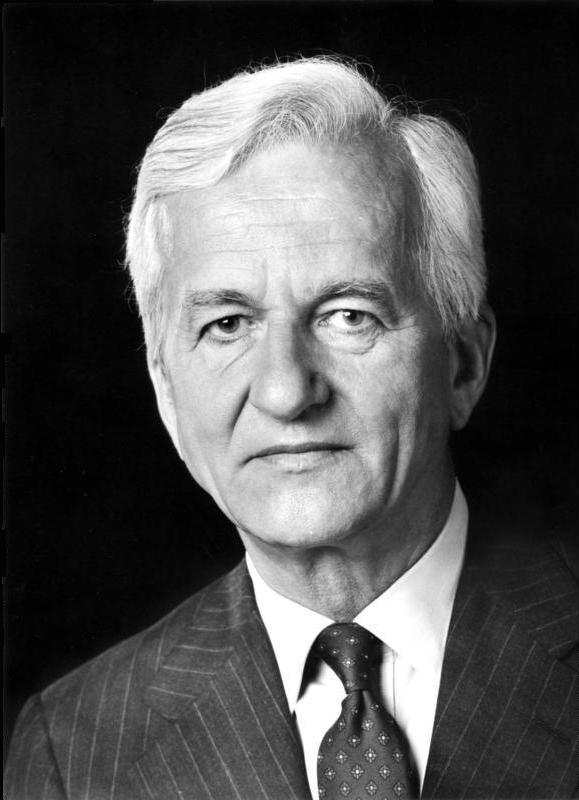
ریشارد فون وایتسکر

  - اولریش بک، جامعه‌شناس آلمانی (زاده ۱۹۴۴ (میلادی))
  - ماریو کومو, سیاست‌مدار آمریکایی (زاده ۱۹۳۲ (میلادی))
  - عمر کرامی، ۵۸ام نخست‌وزیر لبنان (زاده ۱۹۳۴ (میلادی))
  - بوریس موروکوف، فضانورد روسی (زاده ۱۹۵۰ (میلادی))
  - دونا داگلاس، هنرپیشه آمریکایی (زاده ۱۹۳۲ (میلادی))
- ۲ ژانویه – ابو انس اللیبی، از اعضای گروه القاعده (زاده ۱۹۶۴ (میلادی))
- ۳ ژانویه – ادوارد بروک، سیاست‌مدار آمریکایی (زاده ۱۹۱۹ (میلادی))
- ۴ ژانویه – Pino Daniele, ایتالیایی خواننده، ترانه‌سرا، و نوازنده گیتار (زاده ۱۹۵۵ (میلادی))
- ۵ ژانویه – Jean-Pierre Beltoise, فرانسوی راننده اتومبیل مسابقه‌ای (زاده ۱۹۳۷ (میلادی))
- ۶ ژانویه
  - Vlastimil Bubník, هاکی روی یخ بازیکن و بازیکن فوتبال چک (زاده ۱۹۳۱ (میلادی))
  - لاورنس گوشی، موسیقی‌شناس آمریکایی (زاده ۱۹۳۱ (میلادی))
- ۷ ژانویه
  - Tadeusz Konwicki, نویسنده و کارگردان فیلم لهستانی (زاده ۱۹۲۶ (میلادی))
  - راد تیلور، هنرپیشه مرد استرالیایی (زاده ۱۹۳۰ (میلادی))
  - مومپاتی مرافهی، سیاستمدار بوتسوانایی (زاده ۱۹۳۶ (میلادی))
- ۸ ژانویه
  - آندره‌آ کروچ، خواننده، ترانه‌سرا، و پیشوای روحانی آمریکایی (زاده ۱۹۴۲ (میلادی))
  - ریچارد مید، سوارکار بریتانیایی (زاده ۱۹۳۸ (میلادی))
- ۹ ژانویه
  - یوزف اولکسی, هفتمین نخست‌وزیر لهستان (زاده ۱۹۴۶ (میلادی))
  - آنجلو آنکویلتی بازیکن فوتبال ایتالیایی (زاده ۱۹۴۳ (میلادی))
- ۱۰ ژانویه – فرانچسکو رزی، کارگردان فیلم ایتالیایی (زاده ۱۹۲۲ (میلادی))
- ۱۱ ژانویه
  - Jenő Buzánszky, بازیکن فوتبال مجاری (زاده ۱۹۲۵ (میلادی))
  - آنیتا اکبرگ، هنرپیشه زن سوئدی (زاده ۱۹۳۱ (میلادی))
- ۱۲ ژانویه – Elena Obraztsova, خواننده اپرای روسی (زاده ۱۹۳۹ (میلادی))
- ۱۷ ژانویه
  - فاتن حمامه، هنرپیشه زن مصری (زاده ۱۹۳۱ (میلادی))
  - گرگ پلیت مانکن و هنرپیشه آمریکایی (زاده ۱۹۷۷ (میلادی))
- ۲۰ ژانویه
  - Edgar Froese, نوازنده آلمانی (زاده ۱۹۴۴ (میلادی))
  - Hitoshi Saito, جودوکا ژاپنی (زاده ۱۹۶۱ (میلادی))
- ۲۱ ژانویه – Leon Brittan, سیاست‌مدار بریتانیایی (زاده ۱۹۳۹ (میلادی))
- ۲۳ ژانویه – پادشاه عبدالله بن عبدالعزیز (زاده ۱۹۲۴ (میلادی))
- ۲۴ ژانویه – اتو کاریوس، آلمانی WWII tank commander (زاده ۱۹۲۲ (میلادی))
- ۲۵ ژانویه – دمیس روسس، خواننده یونانی (زاده ۱۹۴۶ (میلادی))
- ۲۷ ژانویه – چارلز هارد تاونز، فیزیک‌دان آمریکایی برنده نوبل (زاده ۱۹۱۵ (میلادی))
- ۲۸ ژانویه – ایو چاوین، برنده نوبل شیمی‌دان فرانسوی (زاده ۱۹۳۰ (میلادی))
- ۲۹ ژانویه – کالین مک‌کلاف، نویسنده استرالیایی (زاده ۱۹۳۷ (میلادی))
- ۳۰ ژانویه
  - کارل جراسی، شیمی‌دان آمریکایی (زاده ۱۹۲۳ (میلادی))
  - جرالدین مک‌ایوان، هنرپیشه زن بریتانیایی (زاده ۱۹۳۲ (میلادی))
  - ژلیو ژلف, ۱ام رئیس‌جمهور بلغارستان (زاده ۱۹۳۵ (میلادی))
- ۳۱ ژانویه
  - لیزابث اسکات، هنرپیشه زن آمریکایی (زاده ۱۹۲۲ (میلادی))
  - ریشارد فون وایتسکر، رئیس‌جمهور آلمانی (زاده ۱۹۲۰ (میلادی))

## فوریه
- ۱ فوریه

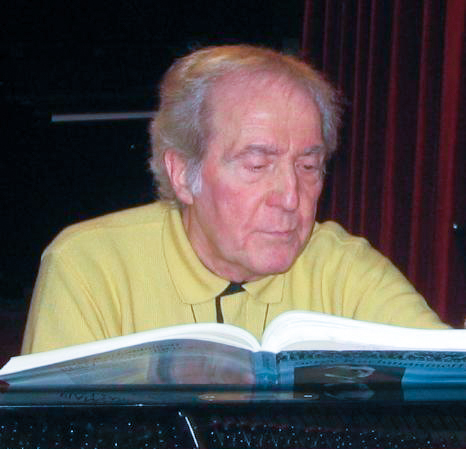
آلدو چیکولینی

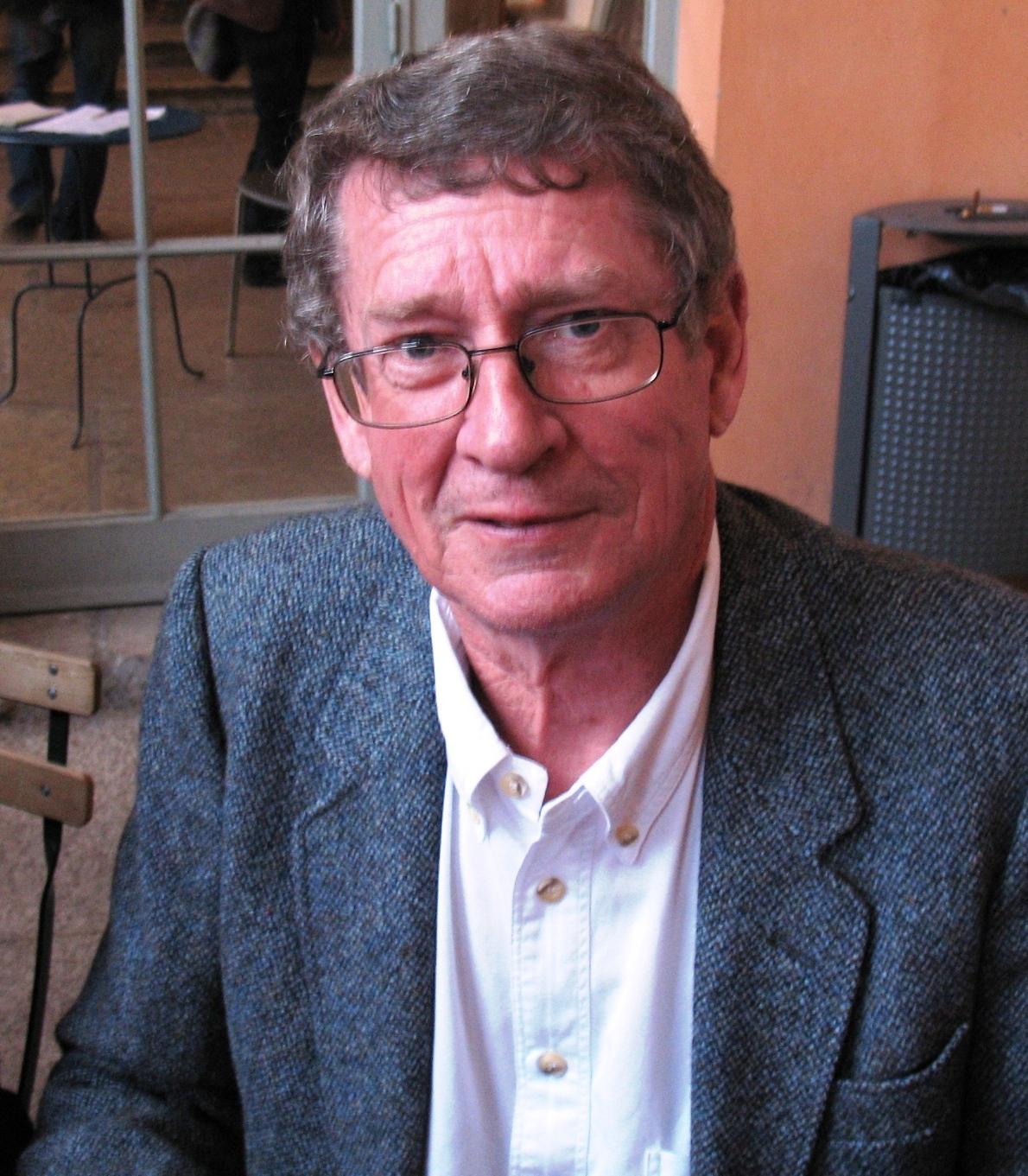
André Brink

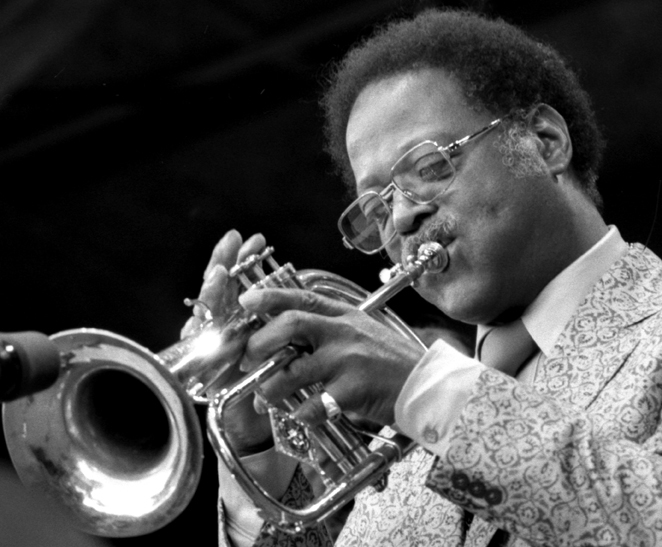
Clark Terry

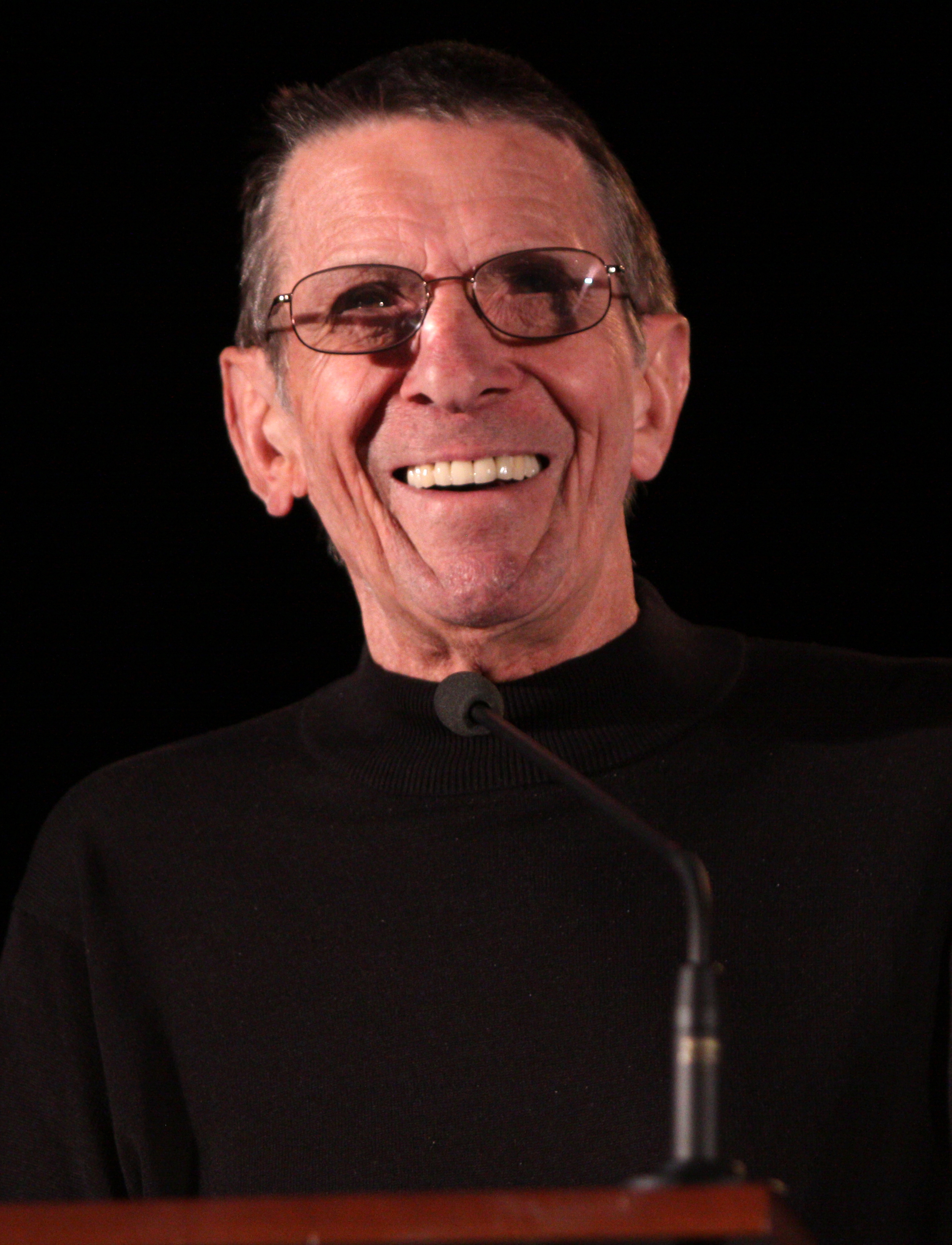
لئونارد نیموی

  - آلدو چیکولینی, نوازنده پیانو ایتالیایی-زاده فرانسوی (زاده ۱۹۲۵ (میلادی))
  - اودو لاتک، بازیکن فوتبال و مربی آلمانی (زاده ۱۹۳۵ (میلادی))
- ۳ فوریه – Martin Gilbert, تاریخ‌نگار انگلیسی (زاده ۱۹۳۶ (میلادی))
- ۵ فوریه
  - ریک کوپنس، بازیکن فوتبال و مربی بلژیکی (زاده ۱۹۳۰ (میلادی))
  - وال لوگسدون فیچ، برنده نوبل فیزیک‌دان آمریکایی (زاده ۱۹۲۳ (میلادی))
  - خلیل خطیب رهبر، نویسنده و ادیب ایرانی (زاده ۱۹۲۳ (میلادی))
- ۶ فوریه
  - André Brink, نویسنده آفریقای جنوبی (زاده ۱۹۳۵ (میلادی))
  - آسیه جبار، نویسنده الجزایری (زاده ۱۹۳۶ (میلادی))
- ۷ فوریه – Marshall Rosenberg, فیزیولوژیست و نویسنده آمریکایی (زاده ۱۹۳۴ (میلادی))
- ۱۰ فوریه – Karl Josef Becker, کاردینال آلمانی (زاده ۱۹۲۸ (میلادی))
- ۱۲ فوریه – موویتا کاستاندا، هنرپیشه زن آمریکایی (زاده ۱۹۱۶ (میلادی))
- ۱۴ فوریه
  - میکله فریرو، کارآفرین ایتالیایی (زاده ۱۹۲۵ (میلادی))
  - لوئی ژوردان، هنرپیشه مرد فرانسوی (زاده ۱۹۲۱ (میلادی))
  - Franjo Mihalić, ورزشکار و مربی کروات-صرب (زاده ۱۹۲۰ (میلادی))
  - Wim Ruska, کشتی‌گیر و رزمی‌کار هلندی (زاده ۱۹۴۰ (میلادی))
- ۱۶ فوریه
  - لزلی گور، خواننده آمریکایی (زاده ۱۹۴۶ (میلادی))
  - لورنا روخاس، هنرپیشه زن مکزیکی (زاده ۱۹۷۱ (میلادی))
- ۱۸ فوریه – Claude Criquielion, road bicycle racer بلژیکی (زاده ۱۹۵۷ (میلادی))
- ۲۰ فوریه – زاون قوکاسیان منتقد سینمای ایرانی ارمنی‌تبار (زاده ۱۹۵۰ (میلادی))
- ۲۱ فوریه
  - الکسی گوبارف، روسی فضانورد (زاده ۱۹۳۱ (میلادی))
  - Clark Terry, آمریکایی jazz trumpeter و fugelhornist (زاده ۱۹۲۰ (میلادی))
- ۲۷ فوریه
  - بوریس نمتسف، سیاست‌مدار روسی (زاده ۱۹۵۹ (میلادی))
  - لئونارد نیموی، هنرپیشه مرد آمریکایی (زاده ۱۹۳۱ (میلادی))
- ۲۸ فوریه
  - یاشار کمال، مؤلف ترک (زاده ۱۹۲۳ (میلادی))
  - Anthony Mason, بازیکن بسکتبال آمریکایی (زاده ۱۹۶۶ (میلادی))

## مارس
- ۱ مارس

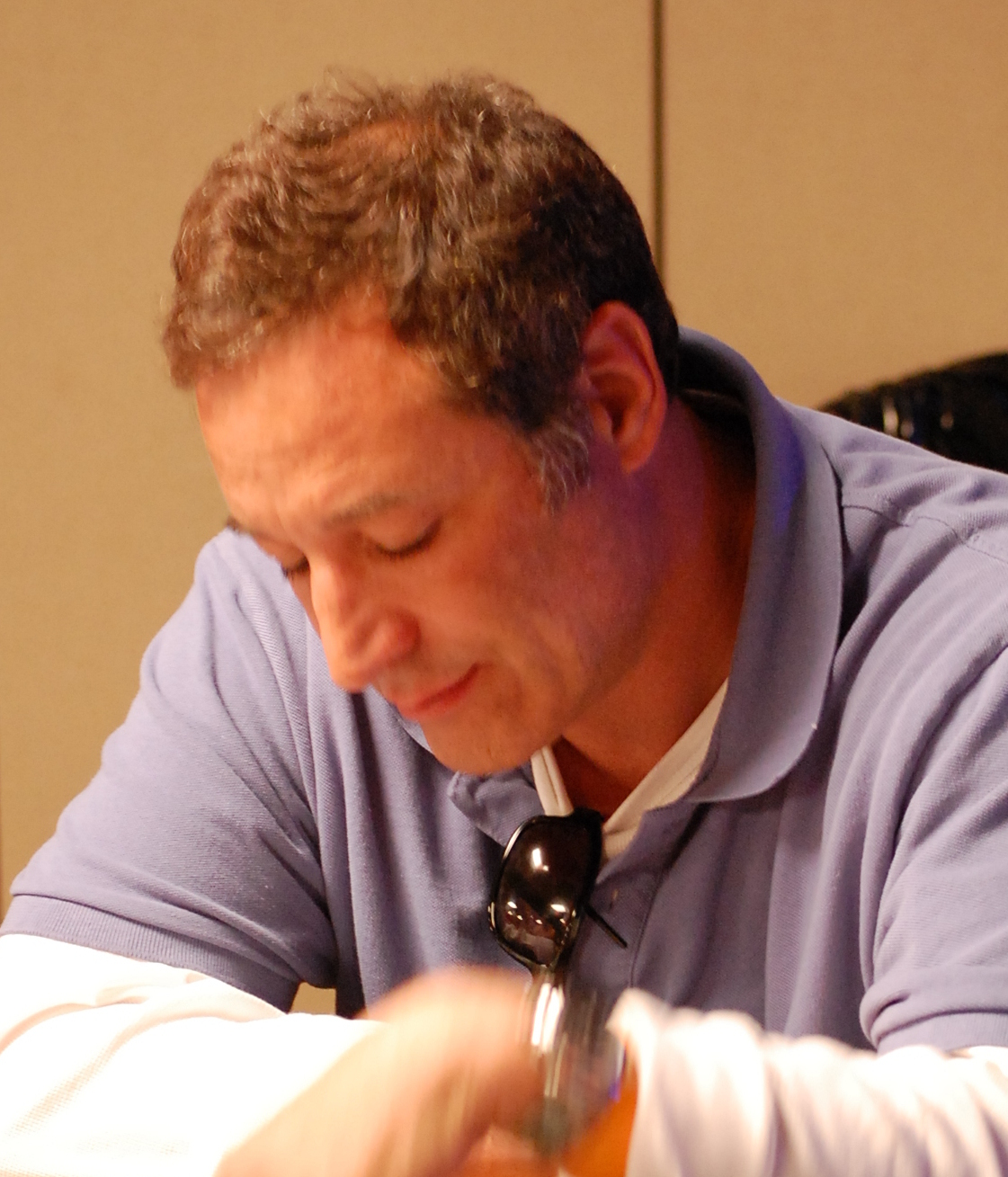
سام سایمون

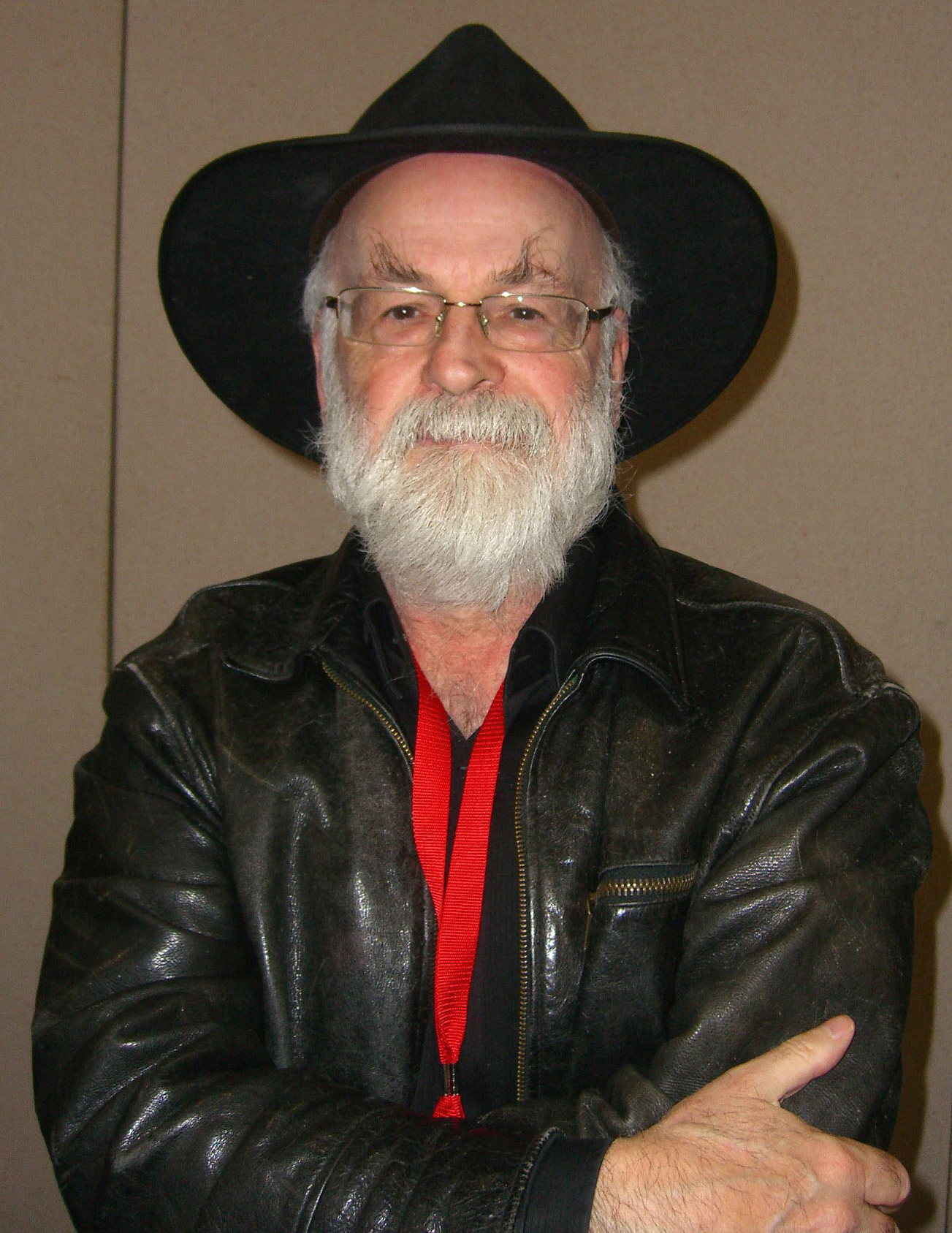
تری پرچت

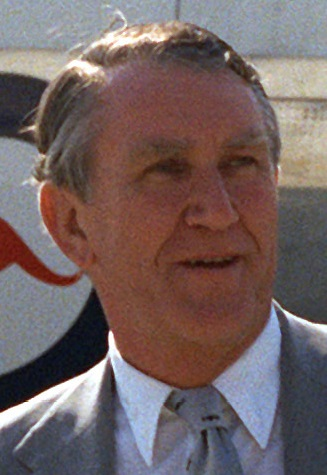
مالکوم فریزر

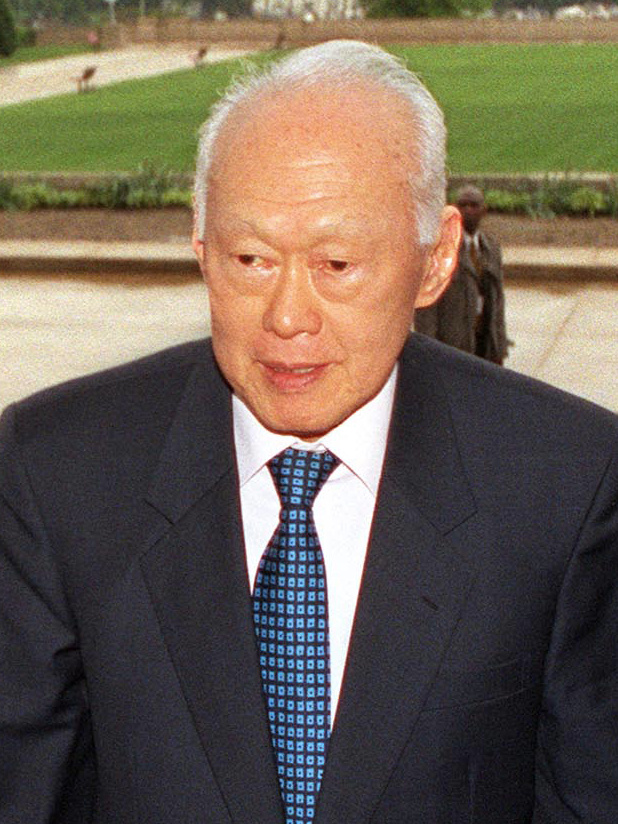
لی کوآن یو

  - Joshua Fishman, زبان‌شناس آمریکایی (زاده ۱۹۲۶ (میلادی))
  - ولفرام ووتکه، بازیکن فوتبال آلمانی (زاده ۱۹۶۱ (میلادی))
- ۲ مارس – Dave Mackay, بازیکن فوتبال و مربی اسکاتلندی (زاده ۱۹۳۴ (میلادی))
- ۵ مارس – Edward Egan, کاردینال آمریکایی (زاده ۱۹۳۲ (میلادی))
- ۷ مارس – Yoshihiro Tatsumi, هنرمند مانگا ژاپنی (زاده ۱۹۳۵ (میلادی))
- ۸ مارس – سام سایمون، تهیه‌کننده و نیکوکار آمریکایی (زاده ۱۹۵۵ (میلادی))
- ۹ مارس
  - کامی موفا، شناگر فرانسوی (زاده ۱۹۸۹ (میلادی))
  - فرای اتو، معمار آلمانی (زاده ۱۹۲۵ (میلادی))
  - الکسی واستین، بوکسور فرانسوی (زاده ۱۹۸۶ (میلادی))
- ۱۱ مارس – Walter Burkert, استاد دانشگاه و نویسنده آلمانی (زاده ۱۹۳۱ (میلادی))
- ۱۲ مارس
  - مایکل گریوز، معمار آمریکایی (زاده ۱۹۳۴ (میلادی))
  - تری پرچت، نویسنده انگلیسی (زاده ۱۹۴۸ (میلادی))
- ۱۳ مارس – Daevid Allen, نوازنده استرالیایی (زاده ۱۹۳۸ (میلادی))
- ۱۴ مارس – والنتین راسپوتین, نویسنده روسی (زاده ۱۹۳۷ (میلادی))
- ۱۵ مارس
  - Xu Caihou, ژنرال نظامی (زاده چینی ۱۹۴۳ (میلادی))
  - Mike Porcaro, نوازنده گیتار باس آمریکایی (زاده ۱۹۵۵ (میلادی))
- ۱۶ مارس – Andy Fraser, ترانه‌سرا و نوازنده گیتار باس انگلیسی (زاده ۱۹۵۲ (میلادی))
- ۱۹ مارس – Gerda van der Kade-Koudijs, ورزشکار هلندی (زاده ۱۹۲۳ (میلادی))
- ۲۰ مارس – مالکوم فریزر, بیست و دومین نخست‌وزیر استرالیا (زاده ۱۹۳۰ (میلادی))
- ۲۱ مارس
  - Hans Erni, هنرمند سوئیسی (زاده ۱۹۰۹ (میلادی))
  - یورگن اینگمن، نوازنده دانمارکی (زاده ۱۹۲۵ (میلادی))
  - آلبرتا واتسون، هنرپیشه زن کانادایی (زاده ۱۹۵۵ (میلادی))
- ۲۳ مارس – لی کوآن یو، ۱ام نخست‌وزیر سنگاپور (زاده ۱۹۲۳ (میلادی))
- ۲۶ مارس
  - Dinkha IV, پاتریارک عراقی (زاده ۱۹۳۵ (میلادی))
  - توماس ترانسترومر، شاعر و مترجم سوئدی برنده نوبل (زاده ۱۹۳۱ (میلادی))
- ۲۷ مارس – الگا سیاه‌پوترا، هنرپیشه مرد و خواننده اندونزیایی (زاده ۱۹۸۳ (میلادی))
- ۲۹ مارس – میروسلاو اوندژیچک، فیلم‌بردار چک (زاده ۱۹۳۴ (میلادی))
- ۳۰ مارس – اینگرید ون هوتن-خرونفلد، ستاره‌شناس هلندی (زاده ۱۹۲۱ (میلادی))

## آوریل

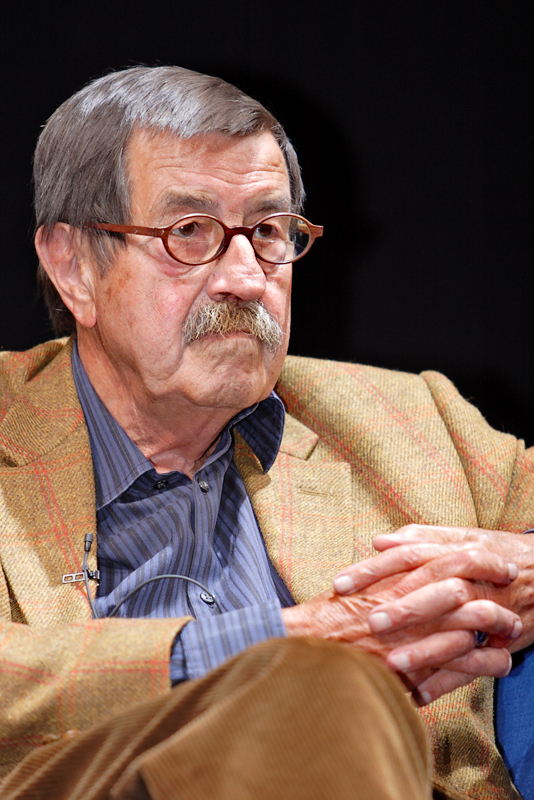
گونتر گراس

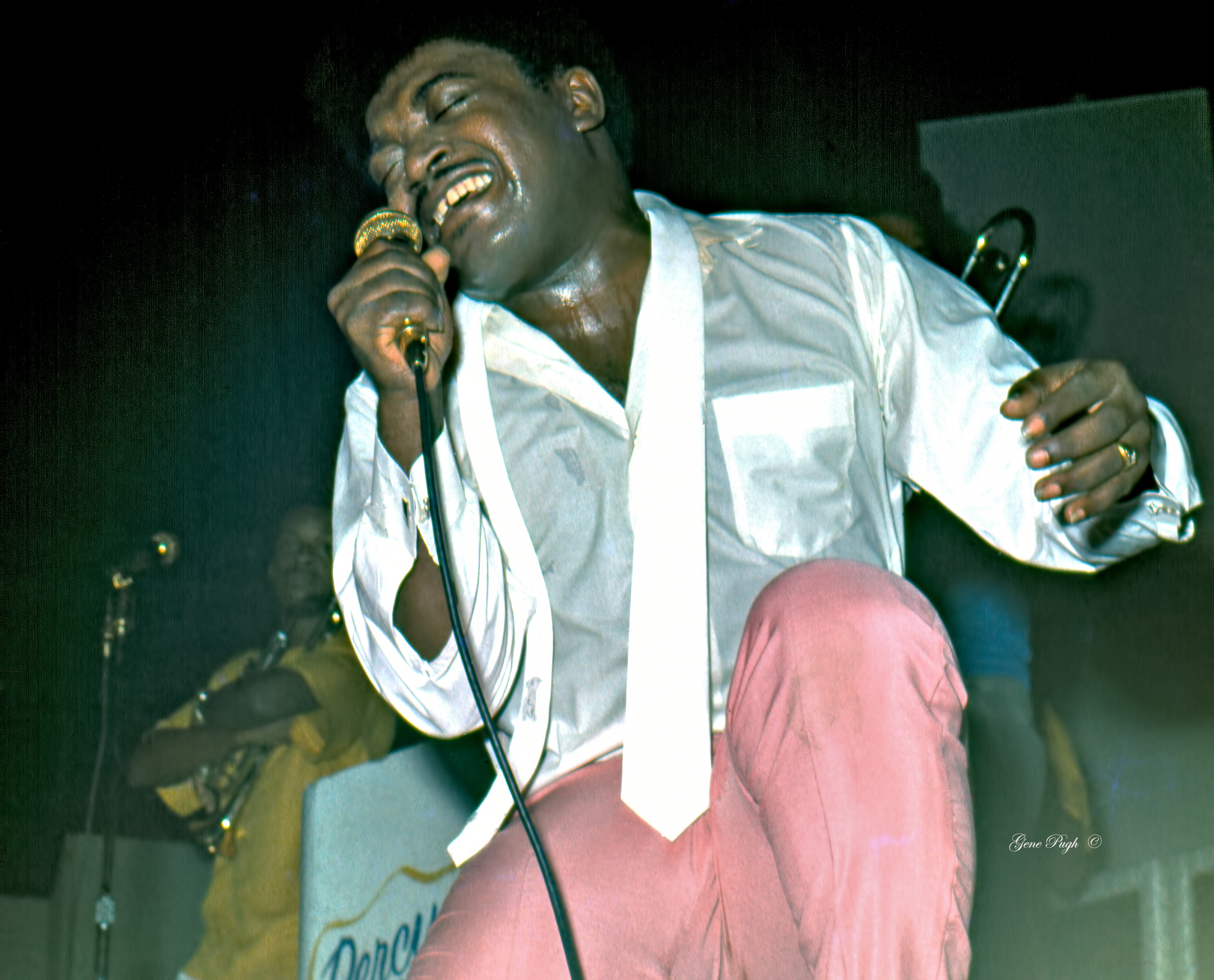
Percy Sledge

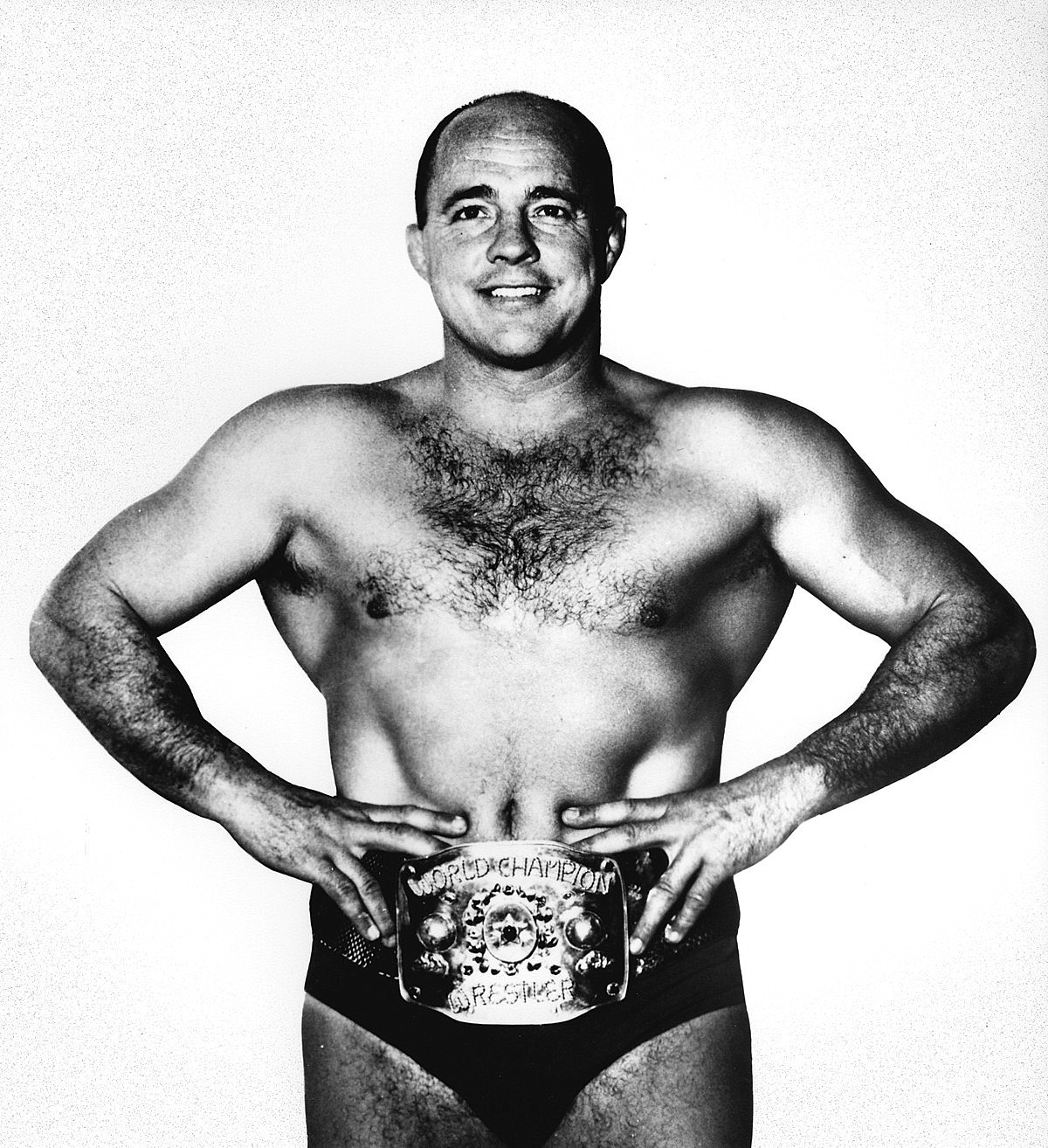
Verne Gagne

- ۲ آوریل – مانوئل دی الیویرا، کارگردان فیلم و فیلم‌نامه‌نویس پرتغالی (زاده ۱۹۰۸ (میلادی))
- ۴ آوریل – Klaus Rifbjerg, مؤلف دانمارکی (زاده ۱۹۳۱ (میلادی))
- ۶ آوریل – جیمز بست، هنرپیشه مرد آمریکایی (زاده ۱۹۲۶ (میلادی))
- ۷ آوریل – جفری لوئیس، هنرپیشه مرد آمریکایی (زاده ۱۹۳۵ (میلادی))
- ۸ آوریل – Jean-Claude Turcotte, کاردینال کانادایی (زاده ۱۹۳۶ (میلادی))
- ۱۰ آوریل – رز فرانسین روگومبه, وکیل و سیاست‌مدار گابونی (زاده ۱۹۴۲ (میلادی))
- ۱۳ آوریل
  - ادواردو گالیانو، نویسنده اروگوئه‌ای (زاده ۱۹۴۰ (میلادی))
  - گونتر گراس، برنده نوبل نویسنده آلمانی (زاده ۱۹۲۷ (میلادی))
  - تلما کوین لانگ، تنیس‌باز استرالیایی (زاده ۱۹۱۸ (میلادی))
- ۱۴ آوریل
  - Percy Sledge, خواننده آمریکایی (زاده ۱۹۴۰ (میلادی))
  - Roberto Tucci, کاردینال ایتالیایی (زاده ۱۹۲۱ (میلادی))
- ۱۵ آوریل – Surya Bahadur Thapa, ۲۴ام نخست‌وزیر نپال (زاده ۱۹۲۸ (میلادی))
- ۱۶ آوریل – استانیسلاو گروس, ۵ام نخست‌وزیر جمهوری چک (زاده ۱۹۶۹ (میلادی))
- ۱۷ آوریل – فرانسیس جورج، آمریکایی کاردینال (زاده ۱۹۳۷ (میلادی))
- ۲۴ آوریل – ولادیسلاو بارتوشوسکی, سیاست‌مدار و resistance fighter لهستانی (زاده ۱۹۲۲ (میلادی))
- ۲۷ آوریل
  - Verne Gagne, حرفه‌ای کشتی‌گیر آمریکایی (زاده ۱۹۲۶ (میلادی))
  - اندرو لزنی، فیلم‌بردار استرالیایی (زاده ۱۹۵۶ (میلادی))
- ۲۹ آوریل – Giovanni Canestri, ایتالیایی کاردینال (زاده ۱۹۱۸ (میلادی))
- ۳۰ آوریل
  - بن ئی. کینگ، خواننده آمریکایی (زاده ۱۹۳۸ (میلادی))
  - پاتاشو, خواننده و هنرپیشه زن فرانسوی (زاده ۱۹۱۸ (میلادی))

## مه
- ۱ مه

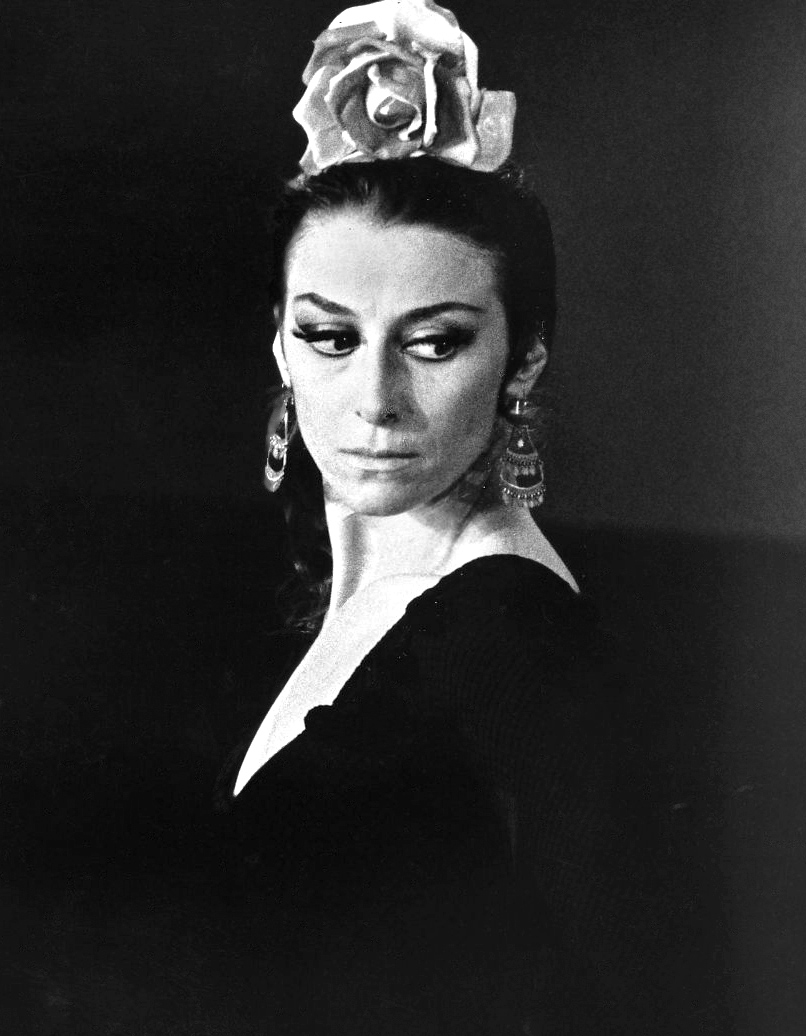
مایا پلیستسکایا

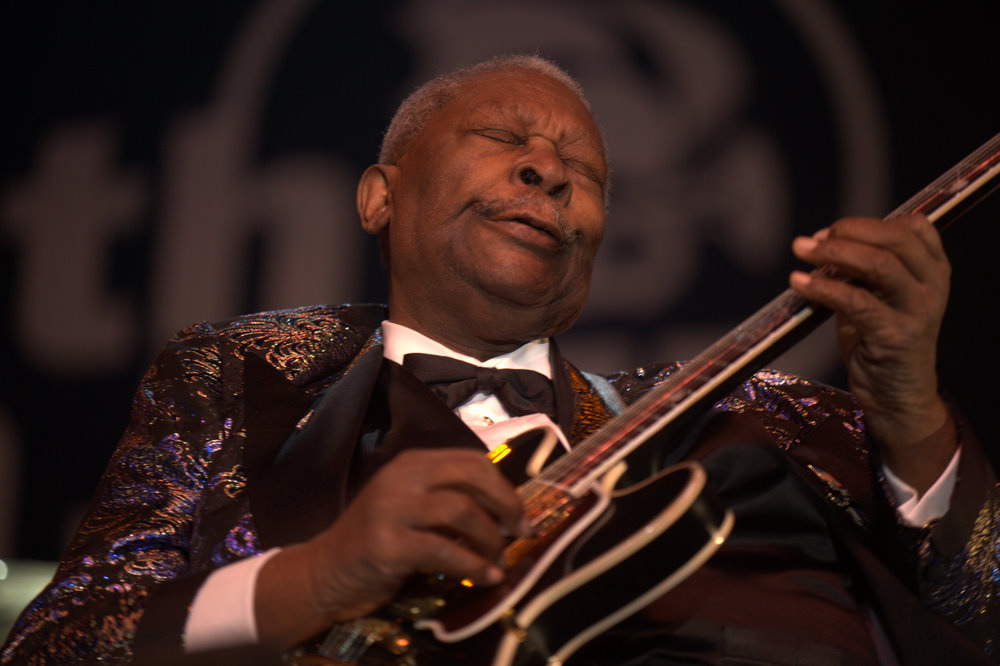
بی. بی. کینگ

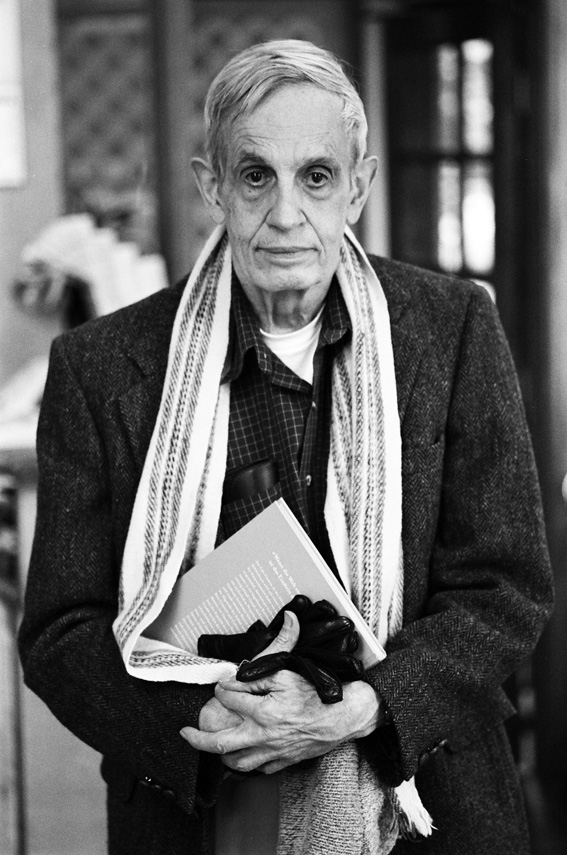
جان فوربز نش

  - Geoff Duke, بریتانیایی motorcycle racer (زاده ۱۹۲۳ (میلادی))
  - گریس لی ویتنی، آمریکایی هنرپیشه زن و خواننده (زاده ۱۹۳۰ (میلادی))
- ۲ مه
  - مایا پلیستسکایا، روسی ballet dancer, choreographer, کارگردان باله، و هنرپیشه زن (زاده ۱۹۲۵ (میلادی))
  - Ruth Rendell, بریتانیایی مؤلف (زاده ۱۹۳۰ (میلادی))
- ۹ مه – کنان اورن، ترک افسر نظامی، هفتمین رئیس‌جمهور ترکیه (زاده ۱۹۱۷ (میلادی))
- ۱۰ مه – Chris Burden, آمریکایی هنرمند (زاده ۱۹۴۶ (میلادی))
- ۱۲ مه – Peter Gay, آمریکایی psychohistorian (زاده ۱۹۲۳ (میلادی))
- ۱۴ مه – B.زاده پادشاه، آمریکایی خواننده-ترانه‌سرا و نوازنده گیتار (زاده ۱۹۲۵ (میلادی))
- ۱۵ مه – Renzo Zorzi, ایتالیایی racing driver (زاده ۱۹۴۶ (میلادی))
- ۱۸ مه
  - هالدور آسگریمسون, نخست‌وزیر ایسلند (زاده ۱۹۴۷ (میلادی))
  - ریمند گاسلینگ، دانشمند بریتانیایی (زاده ۱۹۲۶ (میلادی))
- ۱۹ مه – Gerald Götting, سیاست‌مدار آلمانی (زاده ۱۹۲۳ (میلادی))
- ۲۱ مه – Annarita Sidoti, race walker ایتالیایی (زاده ۱۹۶۹ (میلادی))
- ۲۳ مه
  - ان میرا، هنرپیشه زن و کمدین آمریکایی (زاده ۱۹۲۹ (میلادی))
  - جان فوربز نش، ریاضی‌دان آمریکایی برنده نوبل (زاده ۱۹۲۸ (میلادی))
- ۲۴ مه – Tanith Lee, نویسنده بریتانیایی (زاده ۱۹۴۷ (میلادی))
- ۲۵ مه – ماری الن مارک، عکاس آمریکایی (زاده ۱۹۴۰ (میلادی))
- ۲۶ مه – ویسنته آراندا، کارگردان فیلم اسپانیایی (زاده ۱۹۲۶ (میلادی))
- ۲۷ مه – Nils Christie, جرم‌شناس نروژی (زاده ۱۹۲۸ (میلادی))
- ۲۹ مه
  - Henry Carr, sprinter آمریکایی (زاده ۱۹۴۱ (میلادی))
  - دوریس هارت، تنیس‌باز آمریکایی (زاده ۱۹۲۵ (میلادی))
  - بتسی پالمر، هنرپیشه زن آمریکایی (زاده ۱۹۲۶ (میلادی))

## ژوئن
- ۱ ژوئن

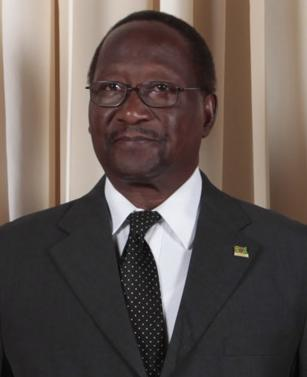
نیکولاس لیورپول

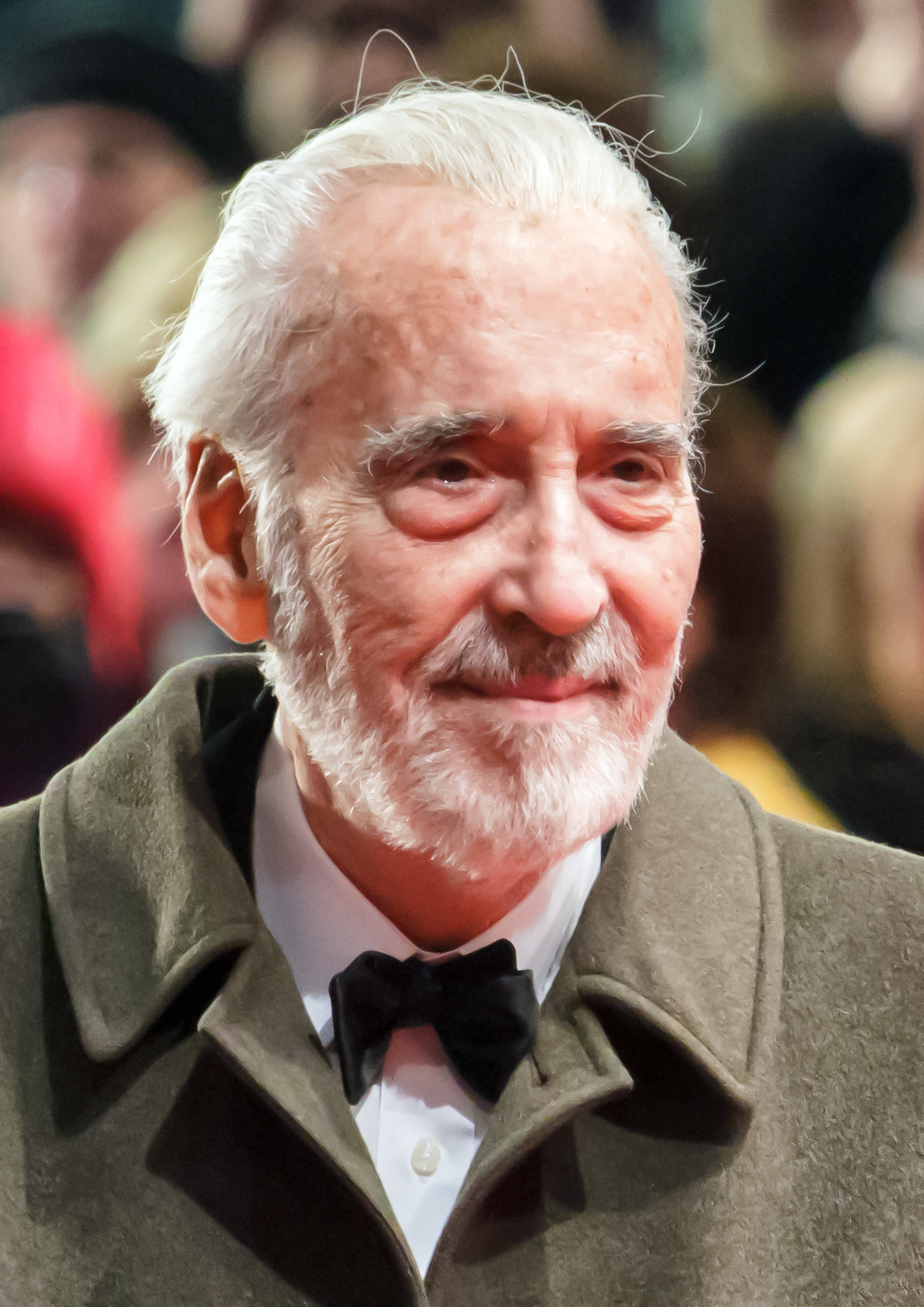
کریستوفر لی

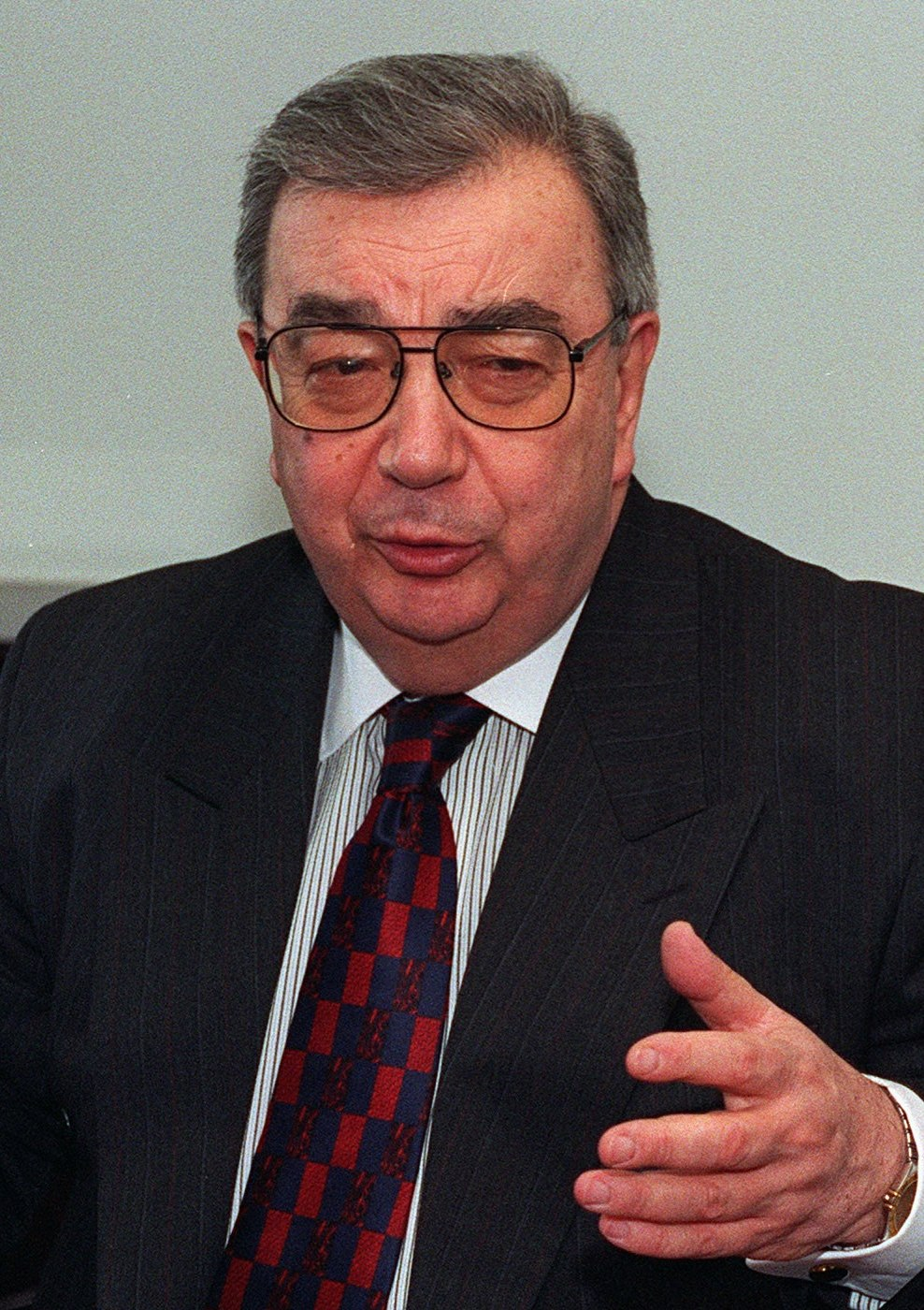
یوگنی پریماکوف

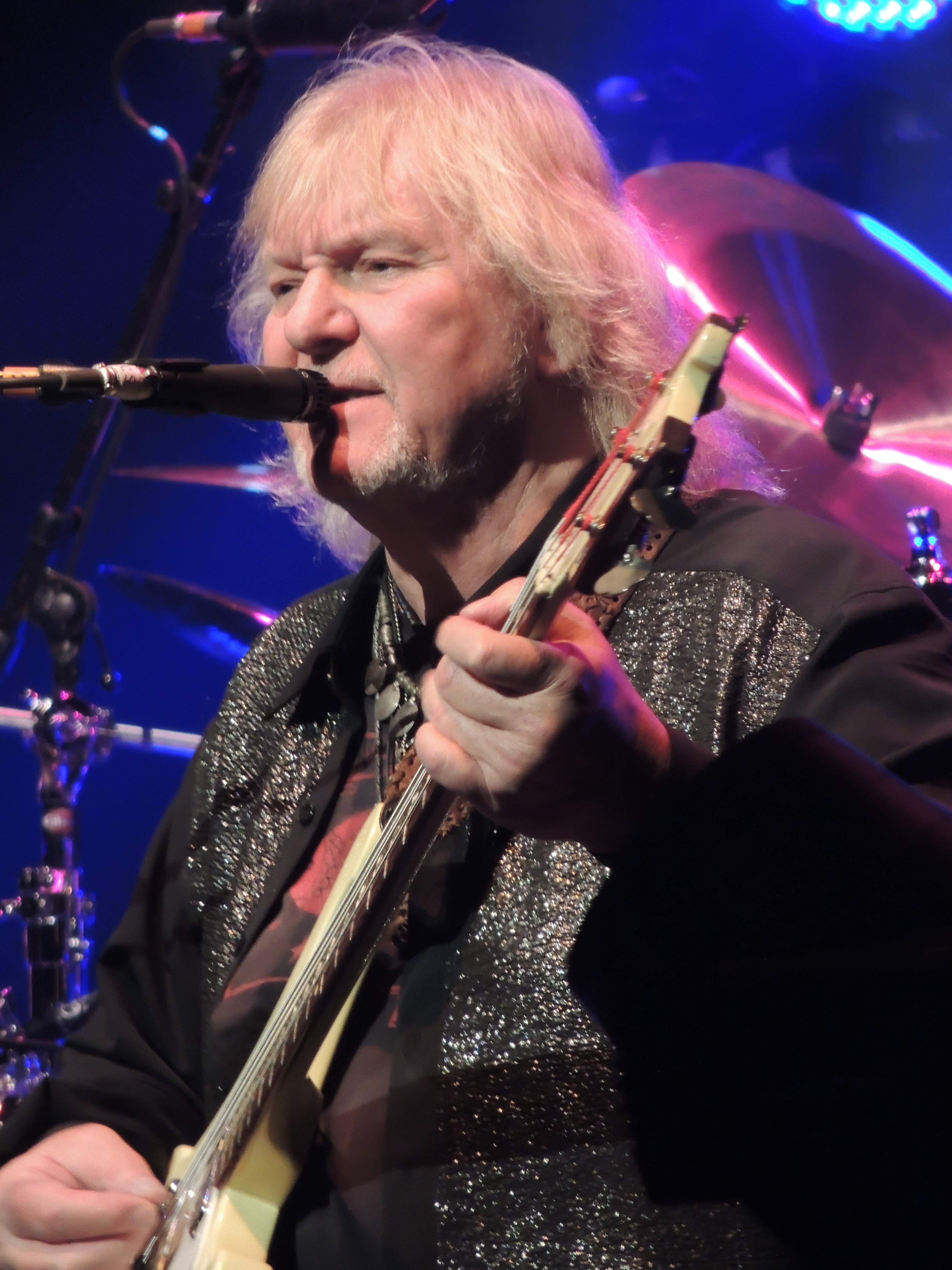
Chris Squire

  - Charles Kennedy, سیاست‌مدار بریتانیایی (زاده ۱۹۵۹ (میلادی))
  - نیکولاس لیورپول, سیاست‌مدار دومینیکایی، ششمین رئیس جمهور دومینیکا (زاده ۱۹۳۴ (میلادی))
- ۲ ژوئن – آروین روز، آمریکایی برنده نوبل زیست‌شیمی‌دان (زاده ۱۹۲۶ (میلادی))
- ۴ ژوئن – هرمان تساپف، آلمانی typeface طراح (زاده ۱۹۱۸ (میلادی))
- ۵ ژوئن – طارق عزیز، سیاست‌مدار عراقی (زاده ۱۹۳۶ (میلادی))
- ۶ ژوئن – پیر بریس، هنرپیشه مرد فرانسوی (زاده ۱۹۲۹ (میلادی))
- ۷ ژوئن – کریستوفر لی، انگلیسی هنرپیشه مرد (زاده ۱۹۲۲ (میلادی))
- ۹ ژوئن – جیمز لست، آهنگ‌ساز گروه و big رهبر آلمانی (زاده ۱۹۲۹ (میلادی))
- ۱۱ ژوئن
  - اورنت کلمن، آمریکایی free jazz saxophonist (زاده ۱۹۳۰ (میلادی))
  - ران مودی، بریتانیایی هنرپیشه مرد (زاده ۱۹۲۴ (میلادی))
  - Dusty Rhodes, حرفه‌ای کشتی‌گیر آمریکایی (زاده ۱۹۴۵ (میلادی))
- ۱۴ ژوئن
  - Qiao Shi, سیاست‌مدار چینی (زاده ۱۹۲۴ (میلادی))
  - Zito, بازیکن فوتبال برزیلی (زاده ۱۹۳۲ (میلادی))
- ۱۵ ژوئن
  - ژانا فریسک, خواننده، مدل، و هنرپیشه زن روسی (زاده ۱۹۷۴ (میلادی))
  - کرک کرکوریان، کارآفرین آمریکایی (زاده ۱۹۱۷ (میلادی))
- ۱۶ ژوئن – چارلز کوریا، معمار هندی (زاده ۱۹۳۰ (میلادی))
- ۱۷ ژوئن
  - Ron Clarke, دونده استرالیایی (زاده ۱۹۳۷ (میلادی))
  - سلیمان دمیرل، سیاست‌مدار ترک، نهمین رئیس‌جمهور ترکیه (زاده ۱۹۲۴ (میلادی))
  - Roberto M. Levingston, ژنرال و سیاست‌مدار آرژانتینی، ۳۶ام رئیس‌جمهور آرژانتین (زاده ۱۹۲۰ (میلادی))
- ۲۰ ژوئن – Esther Brand, ورزشکار آفریقای جنوبی (زاده ۱۹۲۲ (میلادی))
- ۲۱ ژوئن
  - Veijo Meri, نویسنده فنلاندی (زاده ۱۹۲۸ (میلادی))
  - Gunther Schuller, آهنگ‌ساز، رهبر ارکستر، تاریخ‌نگار، و نوازنده جاز آمریکایی (زاده ۱۹۲۵ (میلادی))
- ۲۲ ژوئن
  - لورا آنتونلی، هنرپیشه زن ایتالیایی (زاده ۱۹۴۱ (میلادی))
  - جیمز هورنر، آهنگ‌ساز فیلم آمریکایی (زاده ۱۹۵۳ (میلادی))
- ۲۳ ژوئن
  - ماگلی نوئل، هنرپیشه زن و خواننده فرانسوی (زاده ۱۹۳۱ (میلادی))
  - دیک وان پاتن، هنرپیشه مرد آمریکایی (زاده ۱۹۲۸ (میلادی))
- ۲۵ ژوئن
  - Nerses Bedros XIX Tarmouni, Armenian Catholic Patriarch of Cilicia (زاده ۱۹۴۰ (میلادی))
  - پاتریک مکنی، انگلیسی هنرپیشه مرد (زاده ۱۹۲۲ (میلادی))
- ۲۶ ژوئن – یوگنی پریماکوف، سیاست‌مدار و دیپلمات روسی، نخست‌وزیر روسیه از ۱۹۹۸ تا ۱۹۹۹ (زاده ۱۹۲۹ (میلادی))
- ۲۷ ژوئن – Chris Squire, نوازنده گیتار باس انگلیسی (زاده ۱۹۴۸ (میلادی))
- ۲۹ ژوئن
  - یوزف ماسوپوست, بازیکن فوتبال و مربی چک (زاده ۱۹۳۱ (میلادی))
  - Charles Pasqua, سیاست‌مدار فرانسوی (زاده ۱۹۲۷ (میلادی))

## ژوئیه
- ۱ ژوئیه

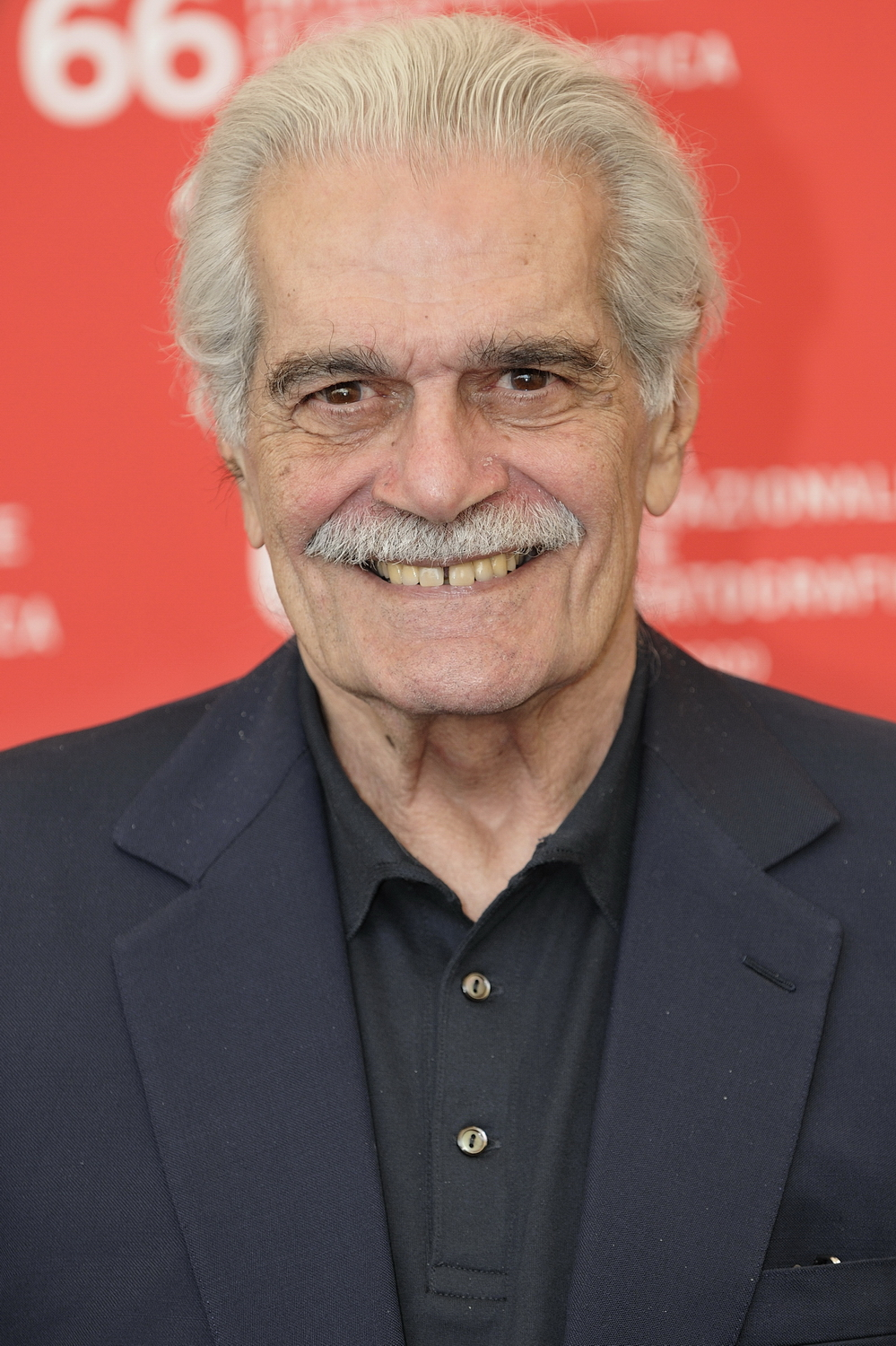
عمر شریف

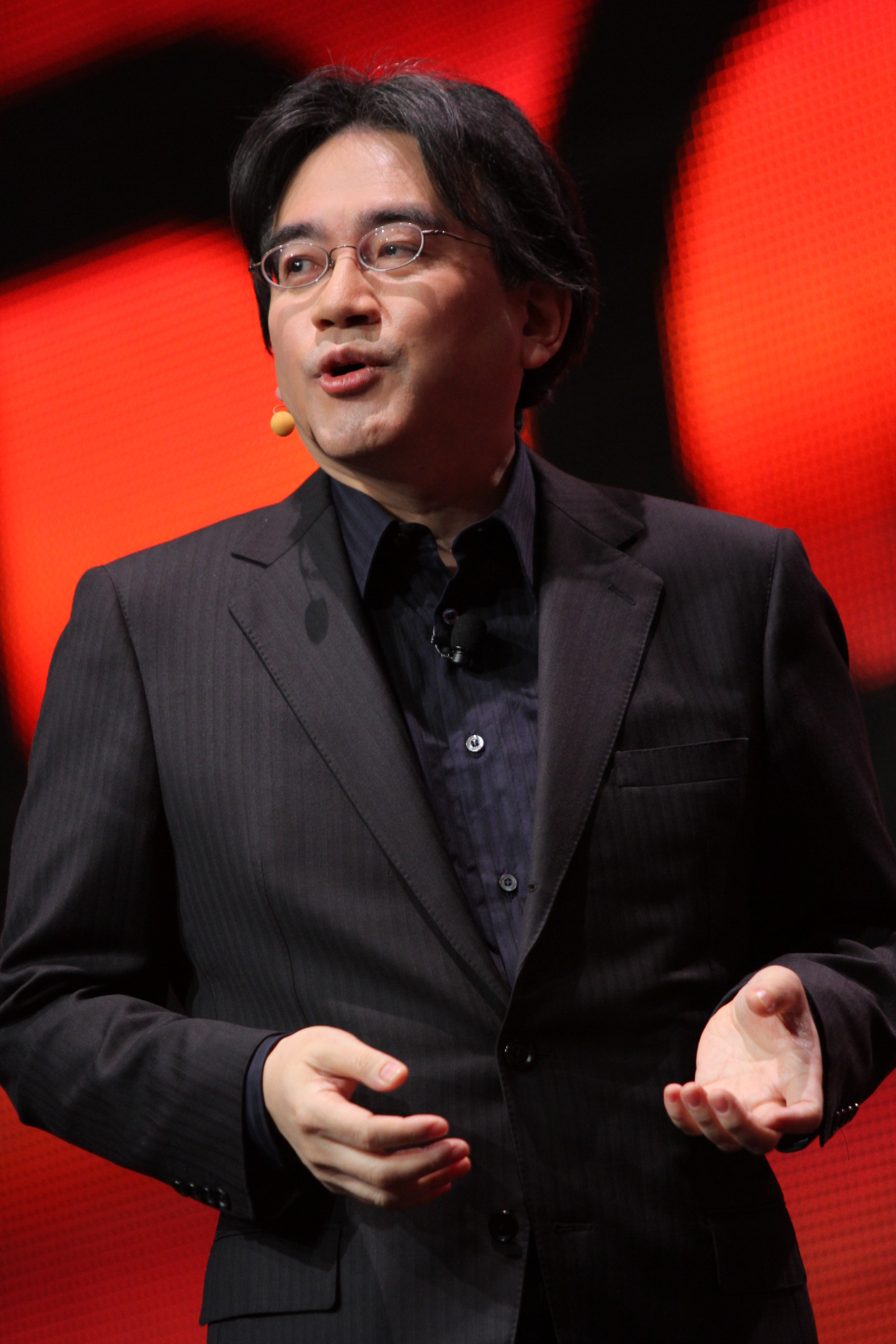
ساتورو ایواتا

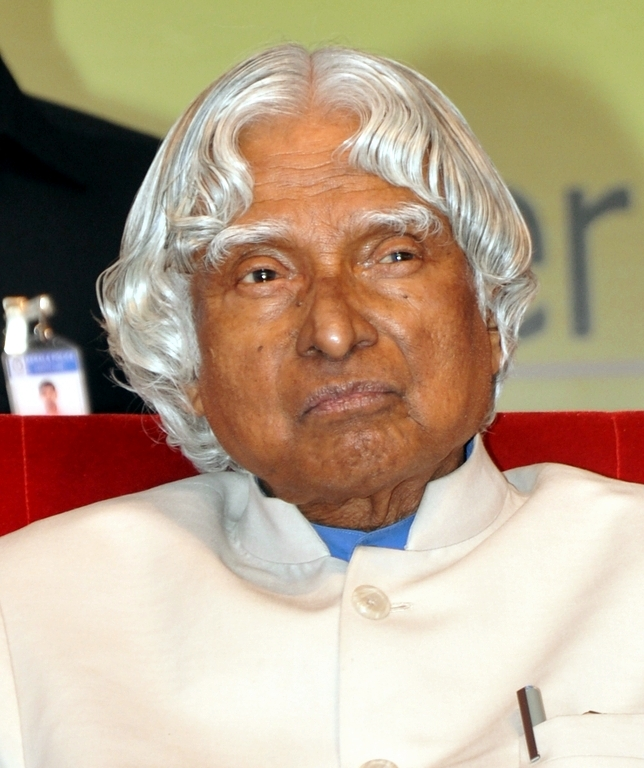
ابوبکر زین‌العابدین عبدالکلام

  - سرجیو سولیما، کارگردان فیلم ایتالیایی (زاده ۱۹۲۱ (میلادی))
  - نیکلاس وینتون، humanitarian بریتانیایی (زاده ۱۹۰۹ (میلادی))
- ۵ ژوئیه – یوایچیرو نامبو، برنده نوبل فیزیک‌دان ژاپنی-آمریکایی (زاده ۱۹۲۱ (میلادی))
- ۱۰ ژوئیه
  - کورنبرگ ریس، هنرپیشه مرد ولزی-آمریکایی (زاده ۱۹۴۴ (میلادی))
  - عمر شریف، هنرپیشه مرد مصری (زاده ۱۹۳۲ (میلادی))
  - Jon Vickers, کانادایی tenor (زاده ۱۹۲۶ (میلادی))
- ۱۱ ژوئیه
  - Giacomo Biffi, کاردینال ایتالیایی (زاده ۱۹۲۸ (میلادی))
  - پاتریشیا کرون، محقق دانمارکی (زاده ۱۹۴۵ (میلادی))
  - ساتورو ایواتا، کارآفرین و برنامه‌نویس بازی‌های ویدئویی ژاپنی (زاده ۱۹۵۹ (میلادی))
- ۱۲ ژوئیه – Chenjerai Hove, Zimbabwean poet (زاده ۱۹۵۶ (میلادی))
- ۱۳ ژوئیه – Martin Litchfield West, بریتانیایی classical محقق (زاده ۱۹۳۷ (میلادی))
- ۱۴ ژوئیه – Ildikó Schwarczenberger, شمشیرباز مجاری (زاده ۱۹۵۱ (میلادی))
- ۱۵ ژوئیه – Wan Li, سیاست‌مدار چینی (زاده ۱۹۱۶ (میلادی))
- ۱۶ ژوئیه – آلچدس گیجیا، بازیکن فوتبال اروگوئه‌ای (زاده ۱۹۲۶ (میلادی))
- ۱۷ ژوئیه – ژول بیانچی، راننده اتومبیل مسابقه‌ای فرانسوی (زاده ۱۹۸۹ (میلادی))
- ۱۸ ژوئیه – آلکس روکو، هنرپیشه مرد آمریکایی (زاده ۱۹۳۶ (میلادی))
- ۱۹ ژوئیه – گالینا پروزومنخکیکوا، شناگر شوروی (زاده ۱۹۴۸ (میلادی))
- ۲۱ ژوئیه
  - تئودور بیکل، اتریشی-آمریکایی هنرپیشه مرد (زاده ۱۹۲۴ (میلادی))
  - ای. ال. دکتروف، آمریکایی مؤلف (زاده ۱۹۳۱ (میلادی))
- ۲۳ ژوئیه – William Wakefield Baum, آمریکایی کاردینال کاتولیک (زاده ۱۹۲۶ (میلادی))
- ۲۷ ژوئیه – ابوبکر زین‌العابدین عبدالکلام، هندی دانشمند و سیاست‌مدار، 11th رئیس‌جمهور of India (زاده ۱۹۳۱ (میلادی))
- ۲۸ ژوئیه – Edward Natapei, ششمین نخست‌وزیر وانواتو (زاده ۱۹۵۴ (میلادی))
- ۳۰ ژوئیه
  - لین اندرسون، آمریکایی country خواننده (زاده ۱۹۴۷ (میلادی))
  - Alena Vrzáňová, چک figure skater (زاده ۱۹۳۱ (میلادی))
- ۳۱ ژوئیه – ردی پایپر, کشتی‌گیر کانادایی (زاده ۱۹۵۴ (میلادی))

## اوت

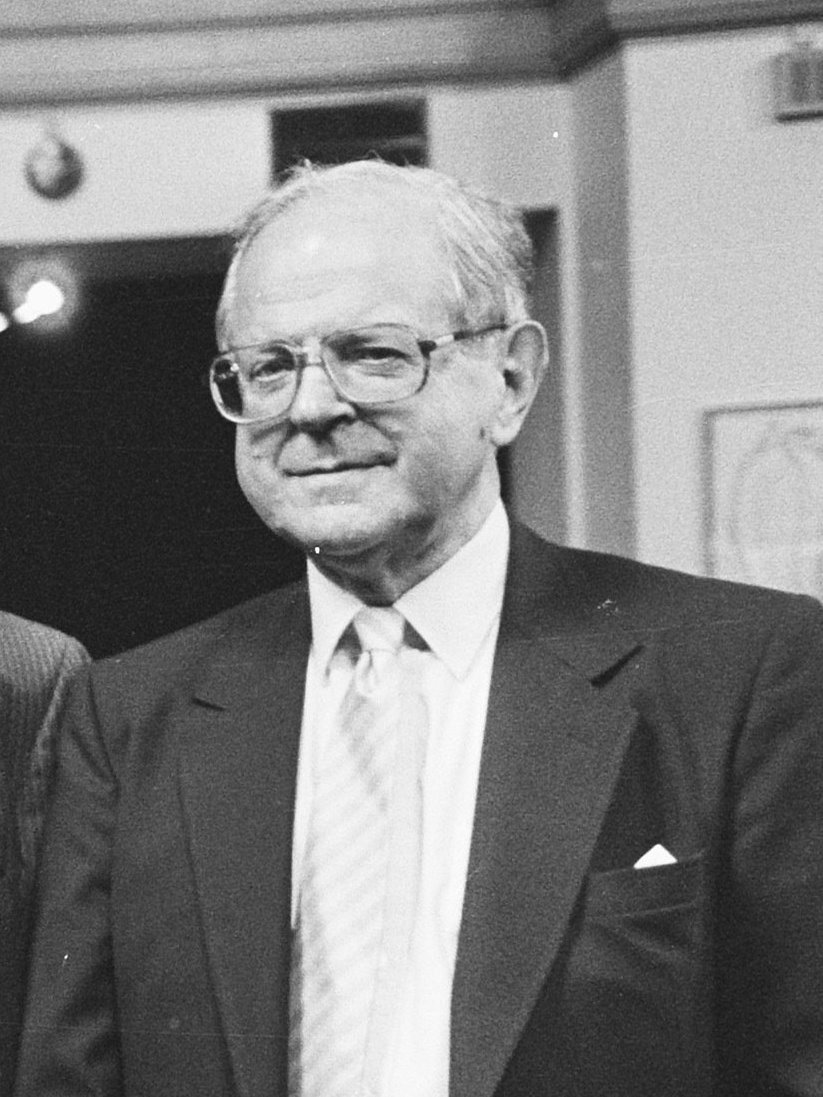
رابرت کانکوئست

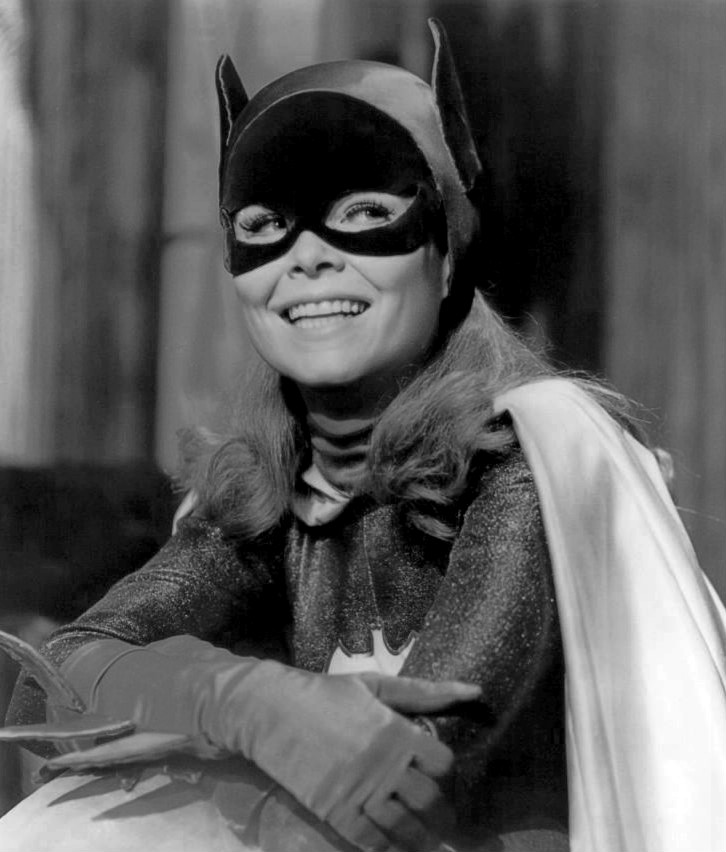
ایوون کریگ

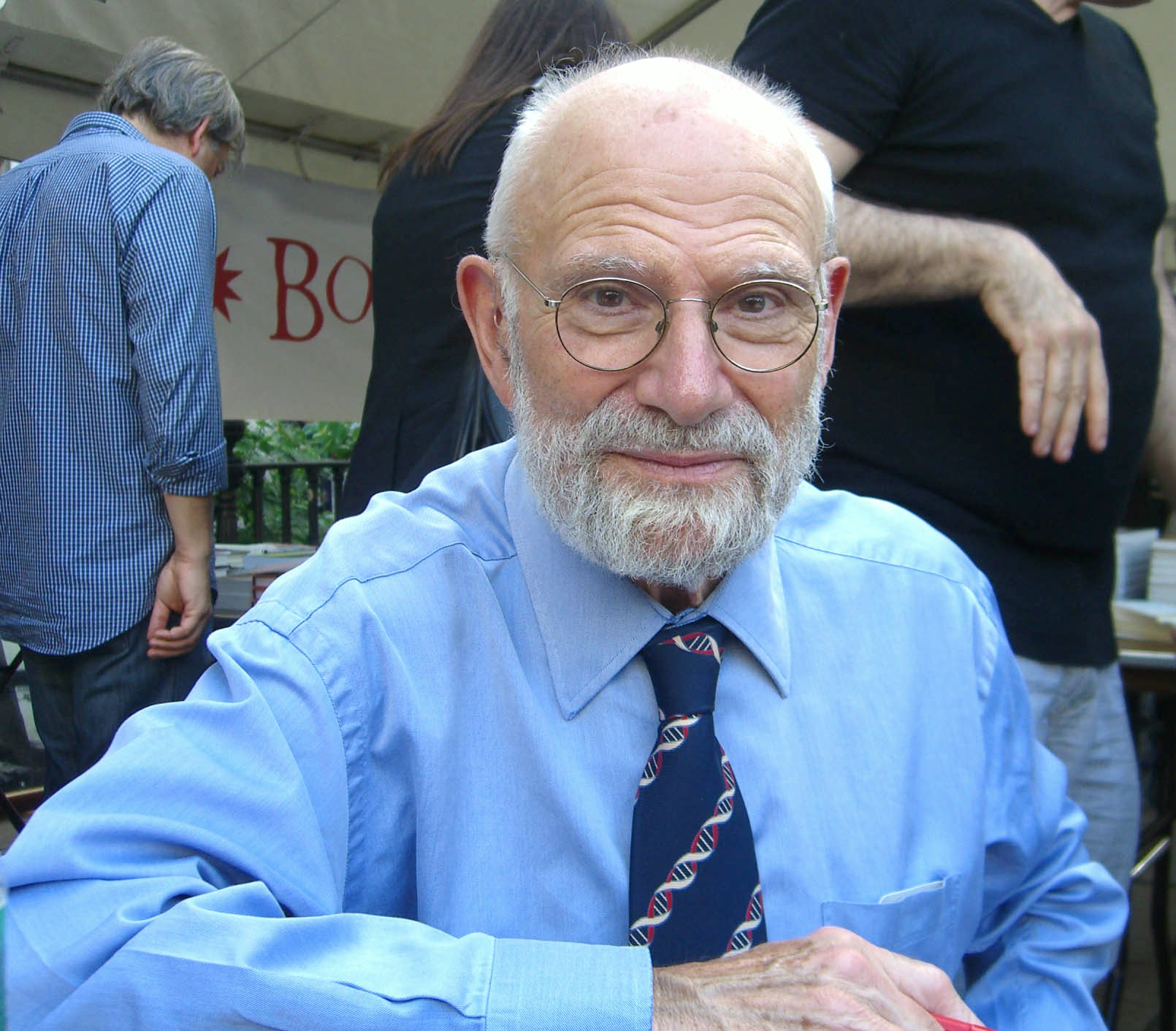
الیور ساکس

- ۱ اوت – سیلا بلک، خواننده و سرگرمی‌ساز انگلیسی (زاده ۱۹۴۳ (میلادی))
- ۳ اوت – رابرت کانکوئست، تاریخ‌نگار بریتانیایی-زاده آمریکایی (زاده ۱۹۱۷ (میلادی))
- ۷ اوت
  - Manuel Contreras, ژنرال شیلیایی (زاده ۱۹۲۹ (میلادی))
  - Frances Oldham Kelsey, پزشک کانادایی (زاده ۱۹۱۴ (میلادی))
- ۹ اوت – جان هنری هلند، دانشمند رایانه آمریکایی (زاده ۱۹۲۹ (میلادی))
- ۱۱ اوت – هارالد نیلسن، بازیکن فوتبال دانمارکی (زاده ۱۹۴۱ (میلادی))
- ۱۲ اوت – یاکو هینتیکا، فیلسوف و logician فنلاندی (زاده ۱۹۲۹ (میلادی))
- ۱۴ اوت – باب جانستون، آمریکایی record تهیه‌کننده (زاده ۱۹۳۲ (میلادی))
- ۱۶ اوت – میله مرکشیچ, افسر نظامی صرب (زاده ۱۹۴۷ (میلادی))
- ۱۷ اوت
  - یاکوب بکنشتاین، مکزیکی theoretical فیزیک‌دان (زاده ۱۹۴۷ (میلادی))
  - ایوون کریگ، هنرپیشه زن آمریکایی (زاده ۱۹۳۷ (میلادی))
  - Arsen Dedić, نوازنده کروات (زاده ۱۹۳۸ (میلادی))
  - László Paskai, کاردینال مجاری (زاده ۱۹۲۷ (میلادی))
- ۲۰ اوت – اگون بحر, سیاست‌مدار آلمانی (زاده ۱۹۲۲ (میلادی))
- ۲۲ اوت
  - Ieng Thirith, سیاست‌مدار کامبوجی (زاده ۱۹۳۲ (میلادی))
  - Eric Thompson, انگلیسی racing driver (زاده ۱۹۱۹ (میلادی))
- ۲۳ اوت – Guy Ligier, فرانسوی racing driver و مالک تیم (زاده ۱۹۳۰ (میلادی))
- ۲۴ اوت – Justin Wilson, بریتانیایی racing driver (زاده ۱۹۷۸ (میلادی))
- ۲۹ اوت – وین دایر، مؤلف و motivational speaker آمریکایی (زاده ۱۹۴۰ (میلادی))
- ۳۰ اوت
  - وس کریون، آمریکایی کارگردان فیلم و نویسنده (زاده ۱۹۳۹ (میلادی))
  - الیور ساکس، بریتانیایی-آمریکایی عصب‌شناس و نویسنده (زاده ۱۹۳۳ (میلادی))

## سپتامبر

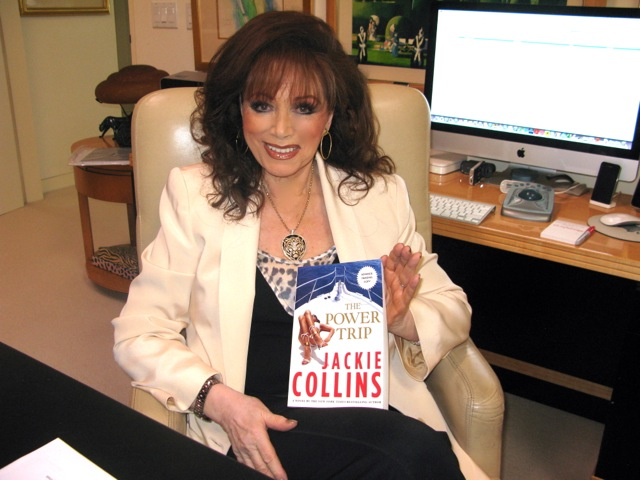
جکی کالینز

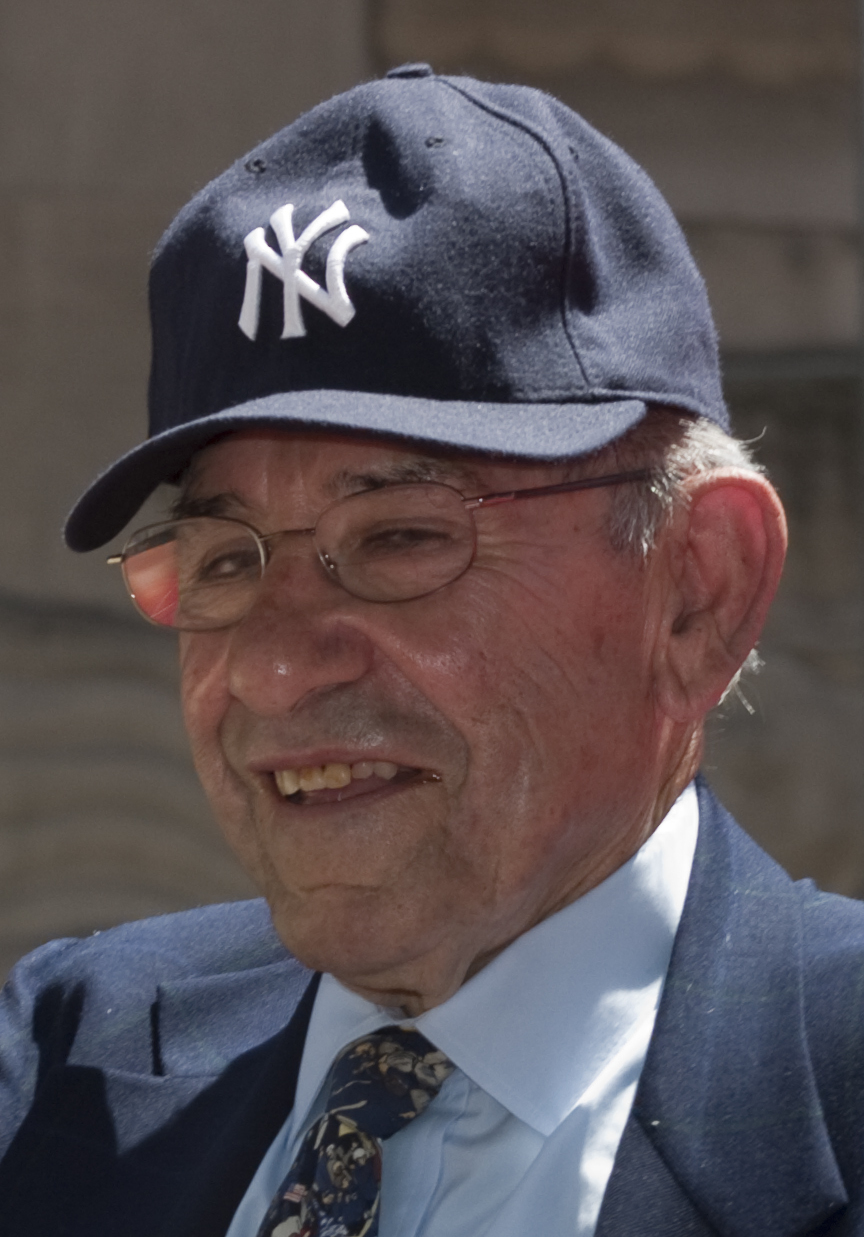
Yogi Berra

- ۱ سپتامبر – دین جونز، هنرپیشه مرد آمریکایی (زاده ۱۹۳۱ (میلادی))
- ۳ سپتامبر – Chandra Bahadur Dangi, Nepalese کوتولگی، world's shortest man (زاده ۱۹۳۹ (میلادی))
- ۴ سپتامبر – Rico Rodriguez, نوازنده کوبایی-بریتانیایی (زاده ۱۹۳۴ (میلادی))
- ۵ سپتامبر – ستسوکو هارا، ژاپنی هنرپیشه زن (زاده ۱۹۲۰ (میلادی))
- ۷ سپتامبر – کاندیدا رویال، آمریکایی هنرپیشه زن و کارگردان (زاده ۱۹۵۰ (میلادی))
- ۱۰ سپتامبر – Adrian Frutiger, سوئیسی typeface طراح (زاده ۱۹۲۸ (میلادی))
- ۱۲ سپتامبر – رون اسپرینگت، بازیکن فوتبال بریتانیایی (زاده ۱۹۳۵ (میلادی))
- ۱۳ سپتامبر – موزس مالون، بازیکن بسکتبال آمریکایی (زاده ۱۹۵۵ (میلادی))
- ۱۴ سپتامبر – Corneliu Vadim Tudor, رومانیایی سیاست‌مدار (زاده ۱۹۴۹ (میلادی))
- ۱۷ سپتامبر – دتمار کرامر، مربی فوتبال آلمانی (زاده ۱۹۲۵ (میلادی))
- ۱۹ سپتامبر – جکی کالینز، رمان‌نویس بریتانیایی (زاده ۱۹۳۷ (میلادی))
- ۲۲ سپتامبر – Yogi Berra, بازیکن بیسبال آمریکایی (زاده ۱۹۲۵ (میلادی))
- ۲۳ سپتامبر – Dragan Holcer, بازیکن فوتبال کروات (زاده ۱۹۴۵ (میلادی))
- ۲۷ سپتامبر
  - جان گیلرمین، بریتانیایی کارگردان فیلم و تهیه‌کننده (زاده ۱۹۲۵ (میلادی))
  - Pietro Ingrao, سیاست‌مدار ایتالیایی (زاده ۱۹۱۵ (میلادی))
- ۲۸ سپتامبر – ایگناسیو زوکو، بازیکن فوتبال اسپانیایی (زاده ۱۹۳۹ (میلادی))
- ۲۹ سپتامبر – فیل وودز، نوازنده ساکسوفون آمریکایی (زاده ۱۹۳۱ (میلادی))

## اکتبر

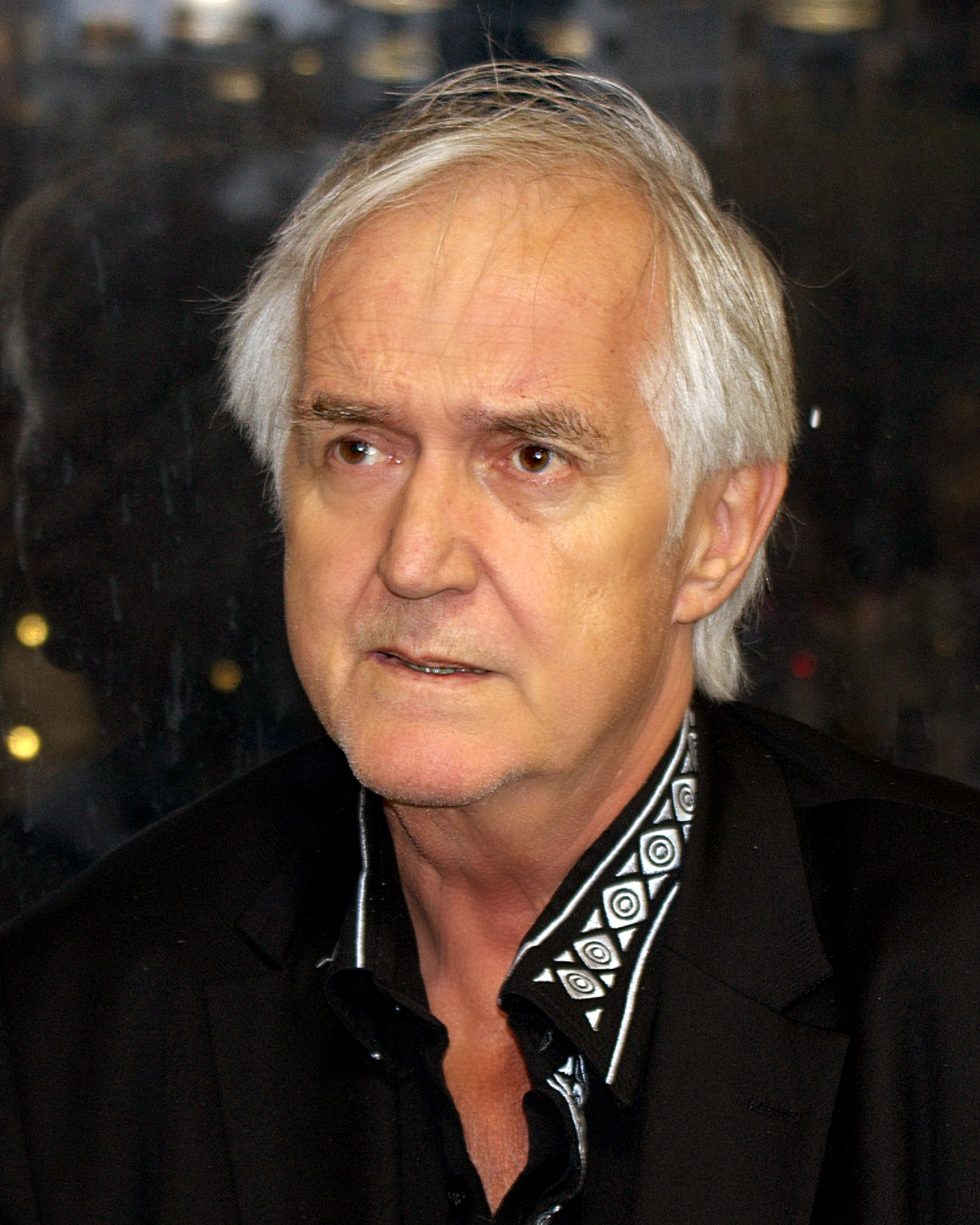
هنینگ مانکل

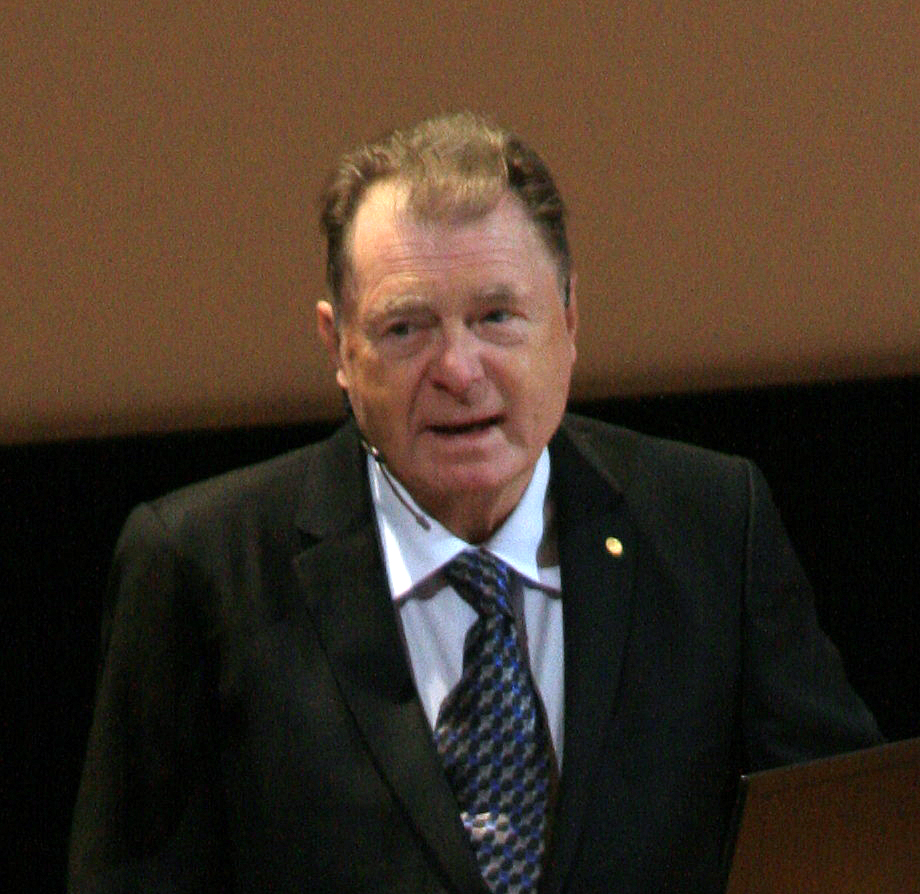
ریچارد اف. هک

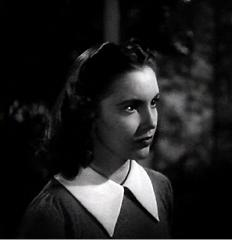
جوآن لزلی

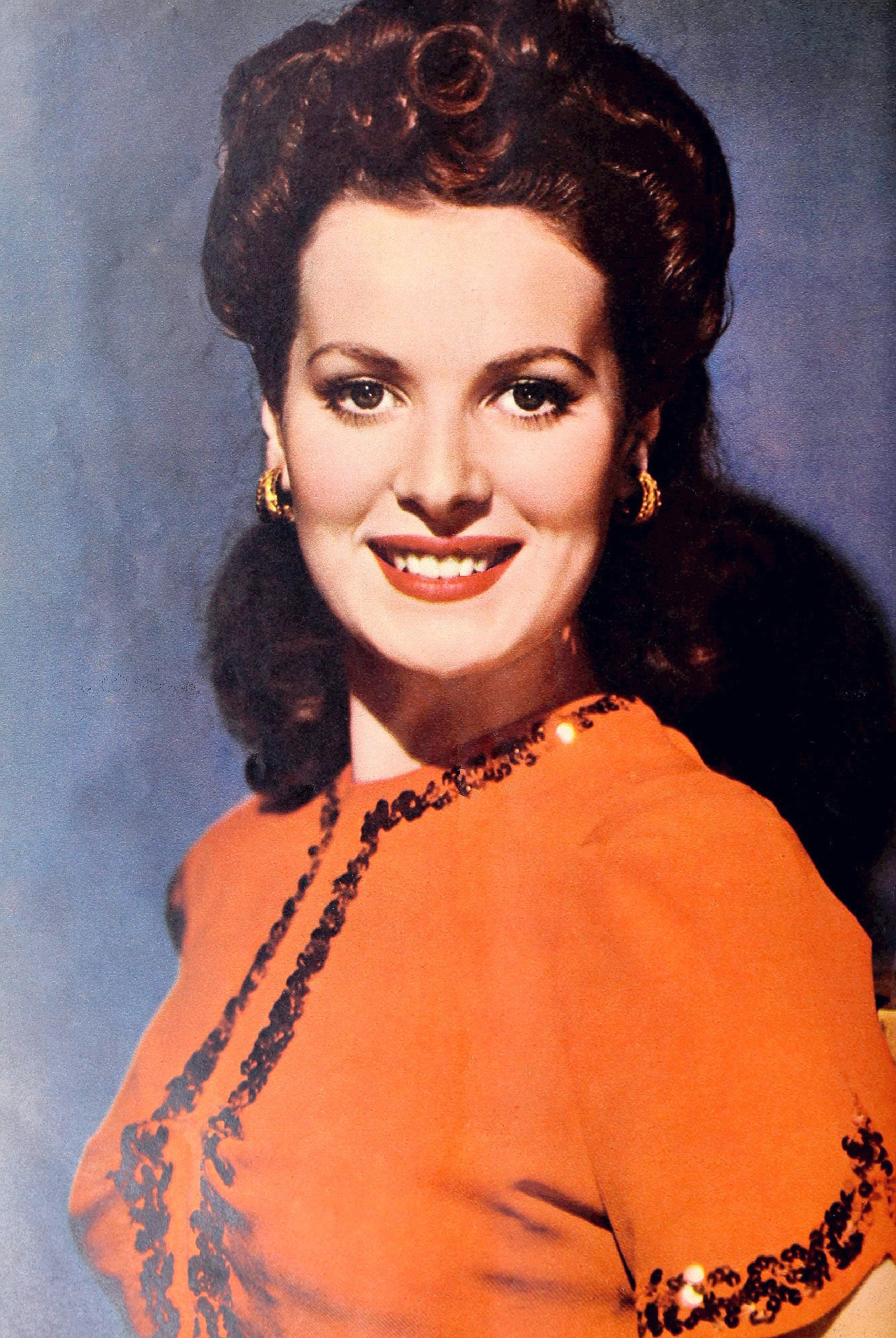
مورین اوهارا

- ۱ اکتبر – هادی نوروزی بازیکن فوتبال ایرانی (زاده ۱۹۸۵ (میلادی))
- ۲ اکتبر
  - Eric Arturo Delvalle, Panamanian سیاست‌مدار (زاده ۱۹۳۷ (میلادی))
  - برایان فریل، نمایش‌نامه‌نویس ایرلندی (زاده ۱۹۲۹ (میلادی))
- ۳ اکتبر – دنیس هیلی, سیاست‌مدار بریتانیایی (زاده ۱۹۱۷ (میلادی))
- ۵ اکتبر
  - شانتال آکرمن، بلژیکی فیلم‌ساز (زاده ۱۹۵۰ (میلادی))
  - Infante Carlos, اسپانیایی nobleman (زاده ۱۹۳۸ (میلادی))
  - هنینگ مانکل، مؤلف سوئدی (زاده ۱۹۴۸ (میلادی))
- ۶ اکتبر – آرپاد گونتز, سیاست‌مدار مجاری، رئیس‌جمهور مجارستان (زاده ۱۹۲۲ (میلادی))
- ۷ اکتبر
  - Dominique Dropsy, بازیکن فوتبال فرانسوی (زاده ۱۹۵۱ (میلادی))
  - Harry Gallatin, بازیکن بسکتبال و مربی آمریکایی (زاده ۱۹۲۷ (میلادی))
  - حسین همدانی، فرمانده نظامی ایرانی (زاده ۱۹۵۱ (میلادی))
- Jurelang Zedkaia, پنجمین رئیس‌جمهور جزایر مارشال (زاده ۱۹۵۰ (میلادی))
  - ۹ اکتبر – جفری هاو، سیاست‌مدار بریتانیایی (زاده ۱۹۲۶ (میلادی))
- ۱۰ اکتبر – ریچارد اف. هک، شیمی‌دان آمریکایی (زاده ۱۹۳۱ (میلادی))
- ۱۲ اکتبر – جوآن لزلی، هنرپیشه زن آمریکایی (زاده ۱۹۲۵ (میلادی))
- ۱۴ اکتبر
  - Nurlan Balgimbayev, سیاست‌مدار قزاق (زاده ۱۹۴۷ (میلادی))
  - ماتیو کرکو, پنجمین رئیس‌جمهور بنین (زاده ۱۹۳۳ (میلادی))
- ۱۷ اکتبر
  - دنیل دلورم, هنرپیشه زن فرانسوی (زاده ۱۹۲۶ (میلادی))
  - هاوارد کندال، بازیکن فوتبال و مدیر انگلیسی (زاده ۱۹۴۶ (میلادی))
- ۱۸ اکتبر – جمال الغیطانی، مؤلف مصری (زاده ۱۹۴۵ (میلادی))
- ۱۹ اکتبر – Ali Treki, دیپلمات لیبیایی (زاده ۱۹۳۸ (میلادی))
- ۲۳ اکتبر – پاریده تومبوروس، بازیکن فوتبال ایتالیایی (زاده ۱۹۳۹ (میلادی))
- ۲۴ اکتبر
  - Ján Chryzostom Korec, اسلوواک Jesuit کاردینال (زاده ۱۹۲۴ (میلادی))
  - مورین اوهارا، هنرپیشه زن ایرلندی-آمریکایی (زاده ۱۹۲۰ (میلادی))
- ۲۵ اکتبر – Flip Saunders, بازیکن بسکتبال و مربی آمریکایی (زاده ۱۹۵۵ (میلادی))
- ۲۶ اکتبر – لئو کادانوف، فیزیک‌دان آمریکایی (زاده ۱۹۳۷ (میلادی))
- ۳۰ اکتبر – Sinan Şamil Sam, بوکسور ترک (زاده ۱۹۷۴ (میلادی))
- ۳۱ اکتبر – Ants Antson, استونیایی speed skater (زاده ۱۹۳۸ (میلادی))

## نوامبر
- ۱ نوامبر

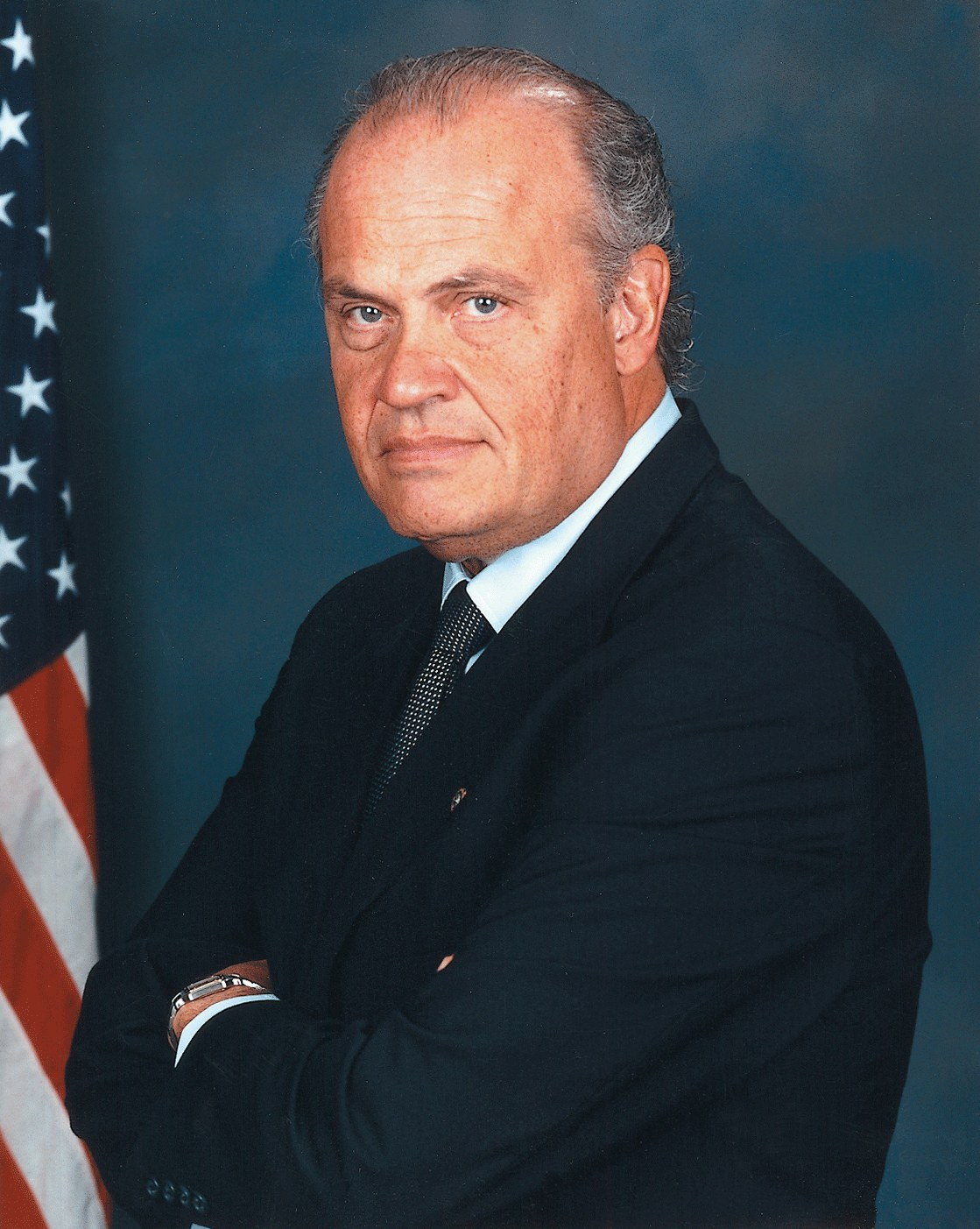
فرد تامپسون

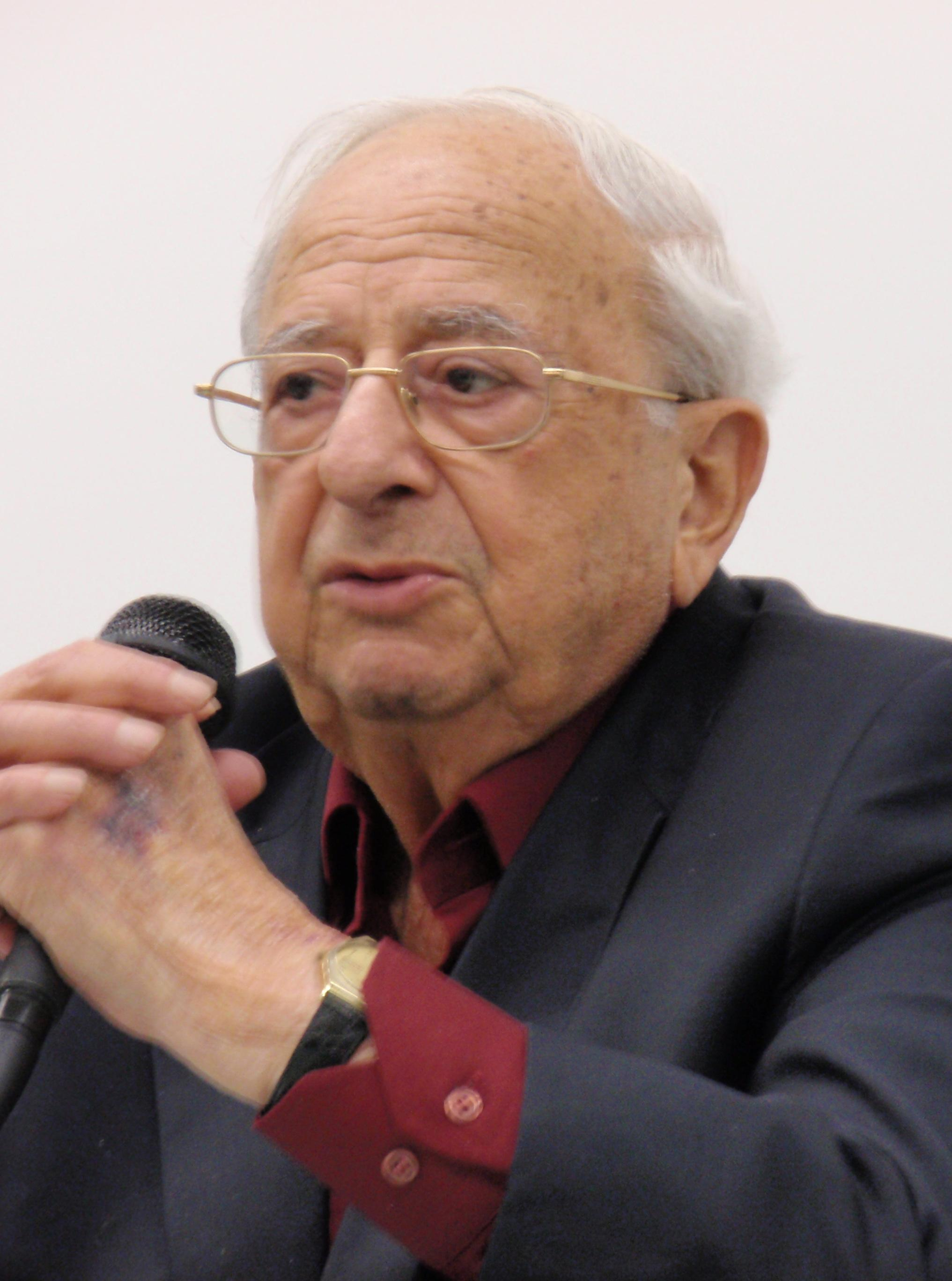
اسحاق نافون

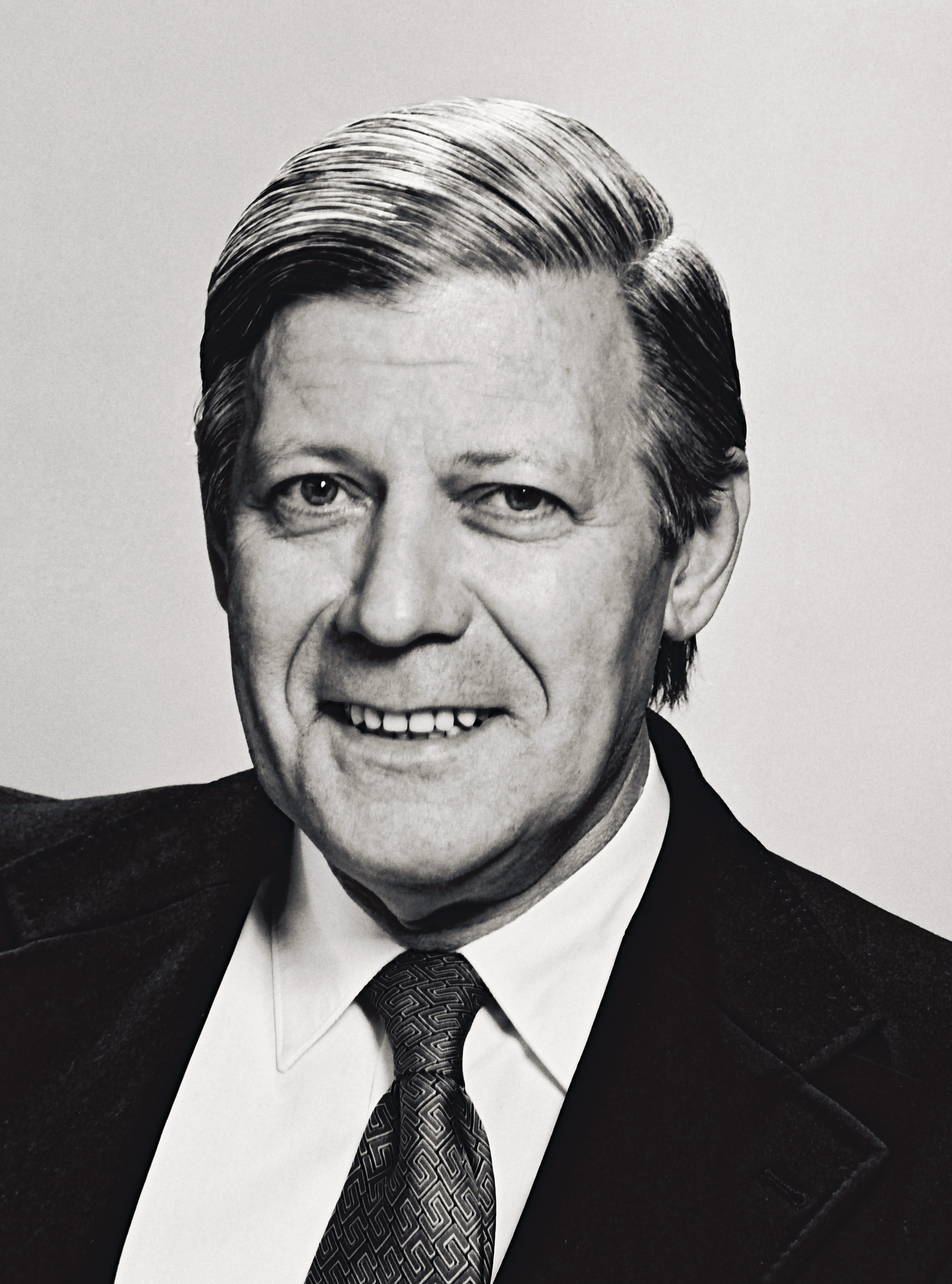
هلموت اشمیت

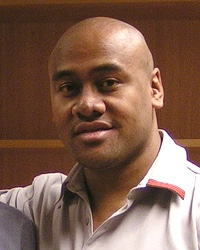
جونا لومو

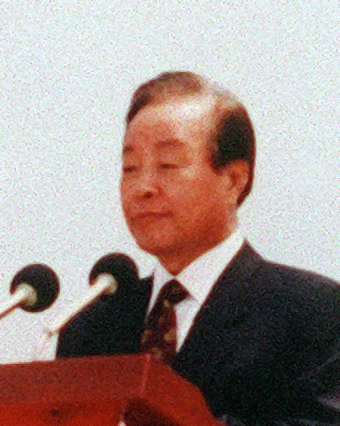
کیم یونگ-سام

  - گونتر شابفسکی، سیاست‌مدار آلمانی (زاده ۱۹۲۹ (میلادی))
  - فرد تامپسون، سیاست‌مدار و هنرپیشه مرد آمریکایی (زاده ۱۹۴۲ (میلادی))
- ۳ نوامبر – احمد چلبی، سیاست‌مدار عراقی (زاده ۱۹۴۴ (میلادی))
- ۴ نوامبر
  - رنه ژیرار، تاریخ‌نگار فرانسوی-آمریکایی (زاده ۱۹۲۳ (میلادی))
  - ملیسا متیسن، فیلم‌نامه‌نویس آمریکایی (زاده ۱۹۵۰ (میلادی))
- ۵ نوامبر
  - Nora Brockstedt, خواننده نروژی (زاده ۱۹۲۳ (میلادی))
  - چسواف کیشچاک, سرباز و سیاست‌مدار لهستانی (زاده ۱۹۲۵ (میلادی))
- ۷ نوامبر
  - گونار هانسن، هنرپیشه مرد و مؤلف ایسلندی-آمریکایی (زاده ۱۹۴۷ (میلادی))
  - اسحاق نافون، سیاست‌مدار اسرائیلی، رئیس‌جمهور اسرائیل (زاده ۱۹۲۱ (میلادی))
- ۸ نوامبر – Andrei Eshpai, نوازنده پیانو روسی (زاده ۱۹۲۵ (میلادی))
- ۹ نوامبر
  - Ernst Fuchs, نقاش اتریشی (زاده ۱۹۳۰ (میلادی))
  - Allen Toussaint, نوازنده آمریکایی (زاده ۱۹۳۸ (میلادی))
  - Andy White, اسکاتلندی drummer (زاده ۱۹۳۰ (میلادی))
- ۱۰ نوامبر
  - آندره گلوکسمن، فیلسوف فرانسوی (زاده ۱۹۳۷ (میلادی))
  - Klaus Roth, ریاضی‌دان بریتانیایی (زاده ۱۹۲۵ (میلادی))
  - هلموت اشمیت، سیاست‌مدار آلمانی، صدراعظم آلمان غربی (زاده ۱۹۱۸ (میلادی))
- ۱۱ نوامبر – Phil Taylor, انگلیسی rock drummer (زاده ۱۹۵۴ (میلادی))
- ۱۲ نوامبر
  - Márton Fülöp, بازیکن فوتبال مجاری (زاده ۱۹۸۳ (میلادی))
  - جان جهادی، Kuwaiti member of داعش (زاده ۱۹۸۸ (میلادی))
- ۱۵ نوامبر – سعید جعفری، هنرپیشه مرد هندی-بریتانیایی (زاده ۱۹۲۹ (میلادی))
- ۱۸ نوامبر
  - جونا لومو، New Zealand rugby union بازیکن (زاده ۱۹۷۵ (میلادی))
  - مال ویتفیلد، آمریکایی middle-distance دونده (زاده ۱۹۲۴ (میلادی))
- ۲۰ نوامبر – کیتانومی توشیمیتسو, کشتی‌گیر سومو ژاپنی (زاده ۱۹۵۳ (میلادی))
- ۲۱ نوامبر
  - باب فاستر، آمریکایی بوکسور (زاده ۱۹۳۸ (میلادی))
  - Linda Haglund, سوئدی sprinter (زاده ۱۹۵۶ (میلادی))
- ۲۲ نوامبر – کیم یونگ-سام، سیاست‌مدار کره جنوبی، رئیس‌جمهور کره جنوبی (زاده ۱۹۲۷ (میلادی))
- ۲۳ نوامبر – داگلاس نورث، آمریکایی economist (زاده ۱۹۲۰ (میلادی))
- ۲۸ نوامبر
  - گری بایرن، بازیکن فوتبال انگلیسی (زاده ۱۹۳۸ (میلادی))
  - باربرو هیورت آف اورنس، هنرپیشه زن سوئدی (زاده ۱۹۲۱ (میلادی))
- ۳۰ نوامبر
  - فاطمه مرنیسی، نویسنده فمینیست و جامعه‌شناس مراکشی (زاده ۱۹۴۰ (میلادی))
  - Shigeru Mizuki, هنرمند مانگا ژاپنی (زاده ۱۹۲۲ (میلادی))
  - الدار ریازانوف, کارگردان فیلم روسی (زاده ۱۹۲۷ (میلادی))

## دسامبر

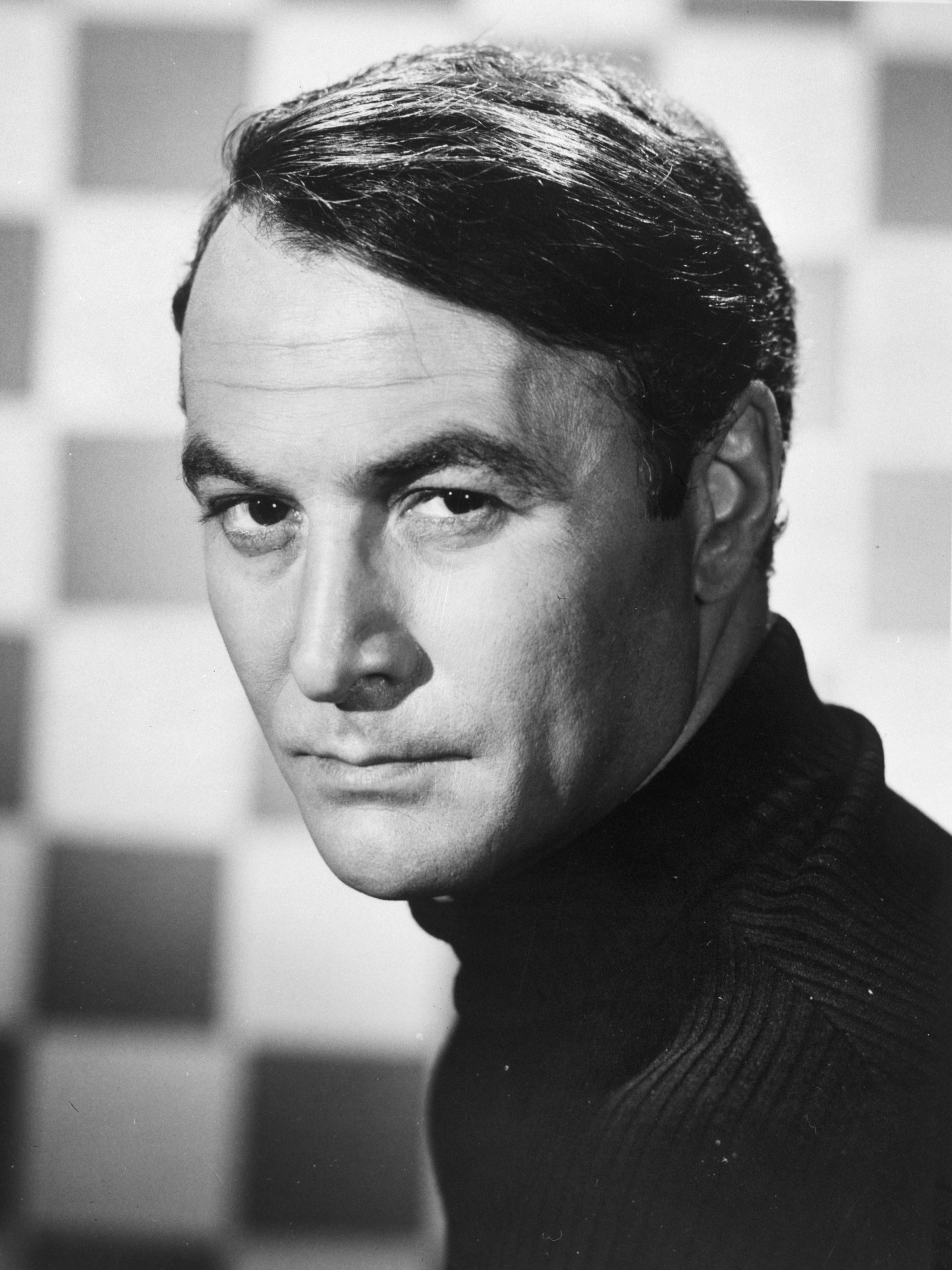
رابرت لوگیا

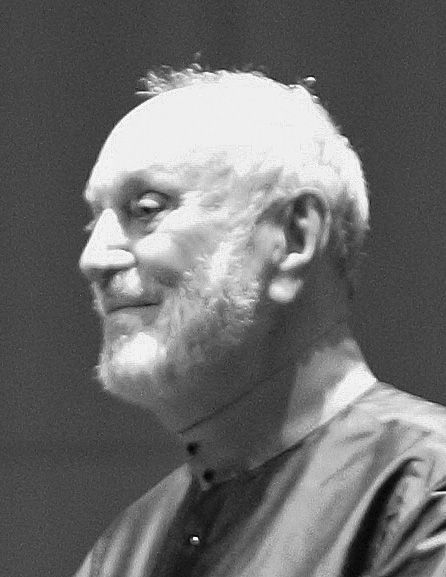
کورت مازور

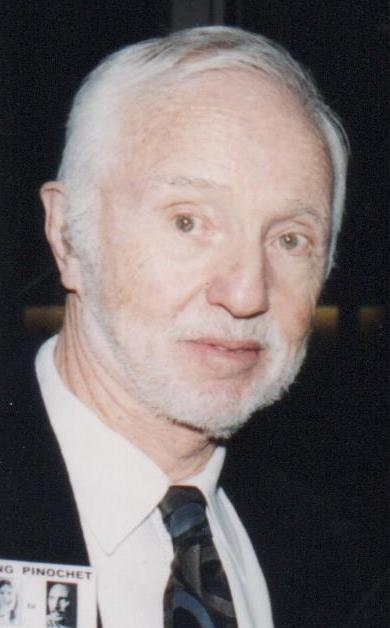
هسکل وکسلر

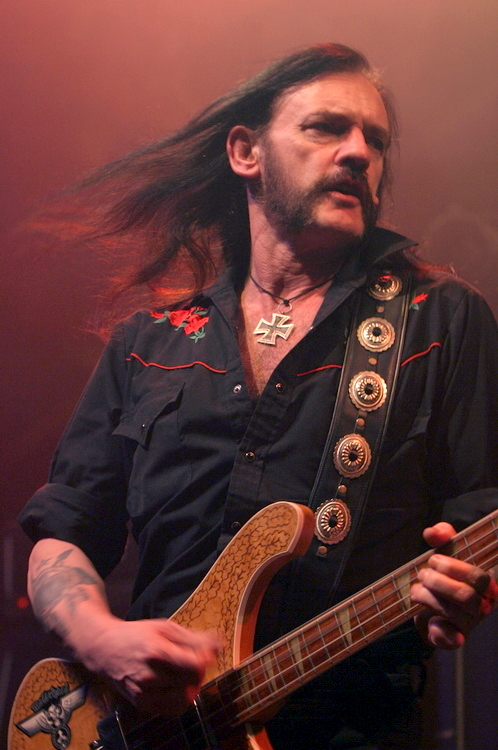
لمی

- ۱ دسامبر – Jim Loscutoff, بازیکن بسکتبال آمریکایی (زاده ۱۹۳۰ (میلادی))
- ۲ دسامبر
  - گابریله فرزتی، ایتالیایی هنرپیشه مرد (زاده ۱۹۲۵ (میلادی))
  - Ferenc Juhász, مجاری poet (زاده ۱۹۲۸ (میلادی))
- ۳ دسامبر – اسکات ویلند، خواننده و نوازنده آمریکایی (زاده ۱۹۶۷ (میلادی))
- ۴ دسامبر
  - Erik De Vlaeminck, حرفه‌ای دوچرخه‌سوار بلژیکی (زاده ۱۹۴۵ (میلادی))
  - رابرت لوگیا، آمریکایی هنرپیشه مرد (زاده ۱۹۳۰ (میلادی))
  - یوسی سرید، اسرائیلی سیاست‌مدار (زاده ۱۹۴۰ (میلادی))
- ۵ دسامبر – دیمیتار پوپوف, نخست‌وزیر بلغارستان (۱۹۹۰–۱۹۹۱) (زاده ۱۹۲۷ (میلادی))
- ۸ دسامبر – آلن هودگکینسون، بازیکن فوتبال انگلیسی (زاده ۱۹۳۶ (میلادی))
- ۹ دسامبر
  - Carlo Furno, کاردینال ایتالیایی (زاده ۱۹۲۱ (میلادی))
  - Julio Terrazas Sandoval, کاردینال بولیویایی (زاده ۱۹۳۶ (میلادی))
- ۱۰ دسامبر
  - آرنولد پرالتا، Hondurian بازیکن فوتبال (زاده ۱۹۸۹ (میلادی))
  - Dolph Schayes, بازیکن بسکتبال و مربی آمریکایی (زاده ۱۹۲۸ (میلادی))
- ۱۳ دسامبر – بندیکت اندرسون، آمریکایی استاد دانشگاه (زاده ۱۹۳۶ (میلادی))
- ۱۵ دسامبر – لیچو جلی، financier ایتالیایی (زاده ۱۹۱۹ (میلادی))
- ۱۹ دسامبر
  - جیمی هیل، بازیکن فوتبال و television presenter انگلیسی (زاده ۱۹۲۸ (میلادی))
  - کورت مازور، آلمانی رهبر ارکستر (زاده ۱۹۲۷ (میلادی))
- ۲۳ دسامبر
  - آلفرد جی. گیلمان، آمریکایی داروساز و زیست‌شیمی‌دان (زاده ۱۹۴۱ (میلادی))
  - دون هاو، انگلیسی بازیکن فوتبال (زاده ۱۹۳۵ (میلادی))
  - بولنت اولوسو، نخست‌وزیر ترکیه (زاده ۱۹۲۳ (میلادی))
- ۲۷ دسامبر
  - Stein Eriksen, اسکی‌باز آلپاین نروژی، قهرمان المپیک (زاده ۱۹۲۷ (میلادی))
  - الزورت کلی، هنرمند آمریکایی (زاده ۱۹۲۳ (میلادی))
  - هسکل وکسلر، فیلم‌بردار و کارگردان فیلم آمریکایی (زاده ۱۹۲۲ (میلادی))
- ۲۸ دسامبر
  - Eloy Inos, آمریکایی سیاست‌مدار، فرماندار جزایر ماریانای شمالی (زاده ۱۹۴۹ (میلادی))
  - Guru Josh, بریتانیایی نوازنده (زاده ۱۹۶۴ (میلادی))
  - لمی، بریتانیایی خواننده و نوازنده گیتار باس (زاده ۱۹۴۵ (میلادی))
  - ایان مورداک، آلمانی-آمریکایی software programmer (زاده ۱۹۷۳ (میلادی))
- ۲۹ دسامبر
  - Elżbieta Krzesińska, ورزشکار لهستانی (زاده ۱۹۳۴ (میلادی))
  - Pavel Srníček, بازیکن فوتبال چک (زاده ۱۹۶۸ (میلادی))
- ۳۱ دسامبر
  - ناتالی کول، خواننده آمریکایی (زاده ۱۹۵۰ (میلادی))
  - وین راجرز، هنرپیشه مرد آمریکایی (زاده ۱۹۳۳ (میلادی))